# Geschichte der Eisenbahn in Österreich

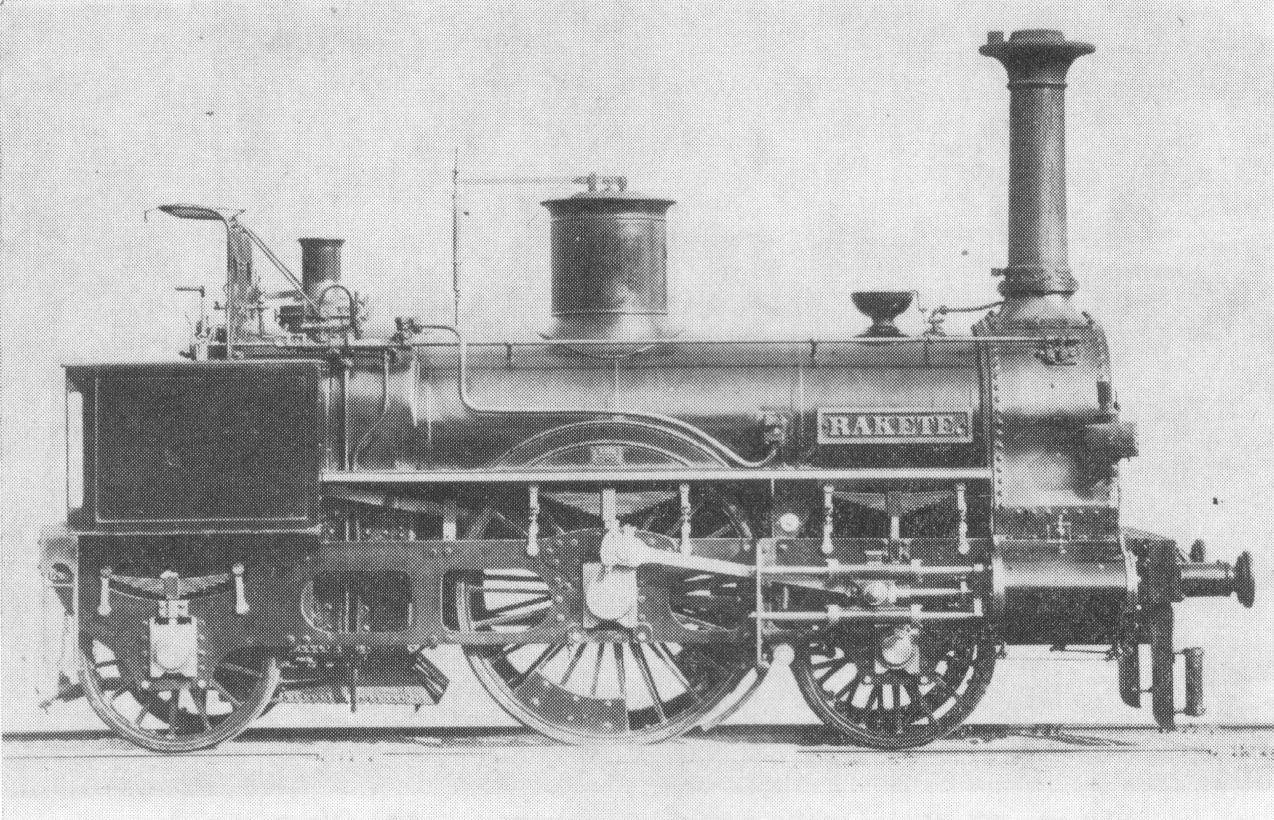
Lokomotive „Rakete“ der Kaiser-Ferdinands-Nordbahn

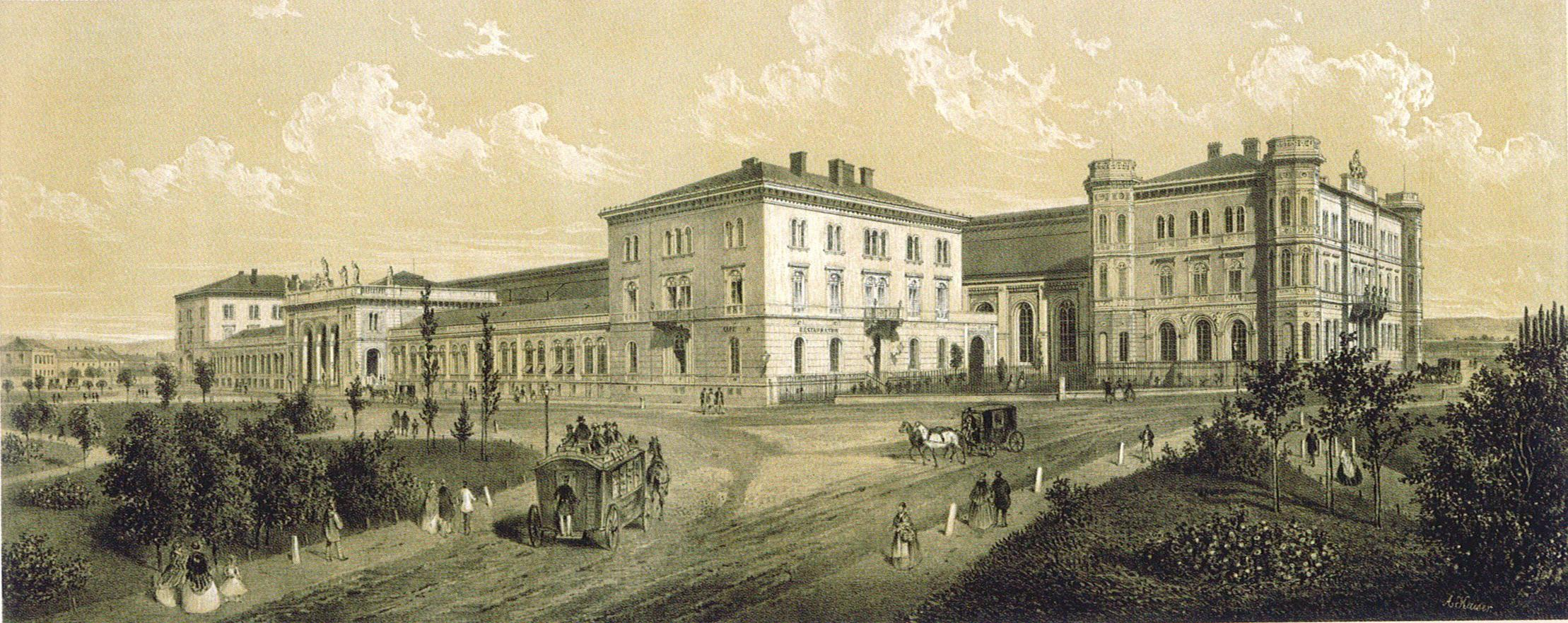
Der Wiener Westbahnhof um 1860

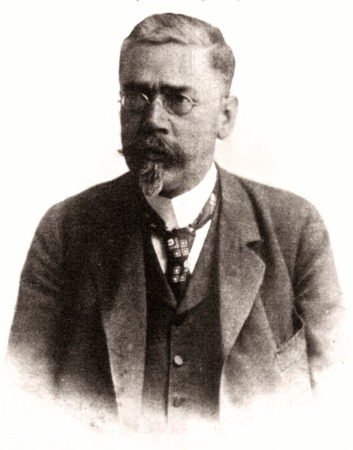
Lokomotivkonstrukteur Karl Gölsdorf

Die Geschichte der Eisenbahn in Österreich umfasst die organisatorischen und technischen Entwicklungen des Eisenbahnverkehrs auf dem heutigen Gebiet der Republik Österreich vom 19. Jahrhundert bis zur Gegenwart. Für die Zeit bis 1918 gehören zu ihrem Gegenstand das Gebiet des Kaiser- und Königreiches Österreich-Ungarns mit Ausnahme der Länder der ungarischen Krone und Bosnien-Herzegowinas.

## Erste Privatbahnen (1824–1841)

### ErstePferdeeisenbahn: Linz–Budweis

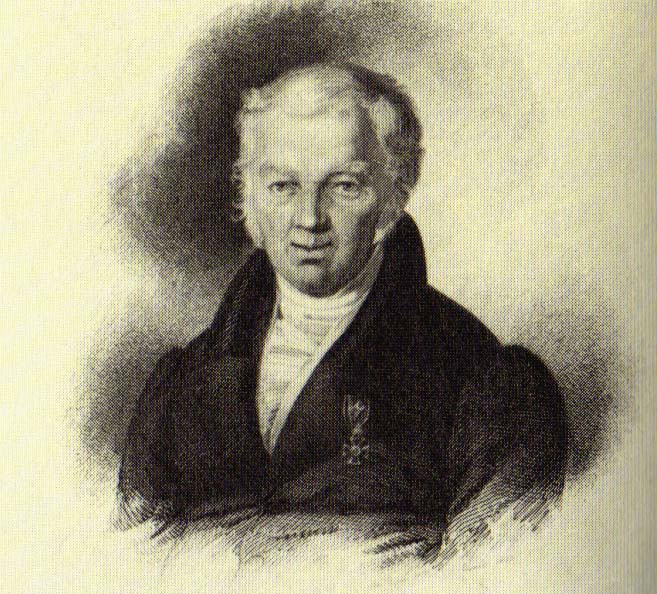
Franz Josef Ritter von Gerstner, 1833

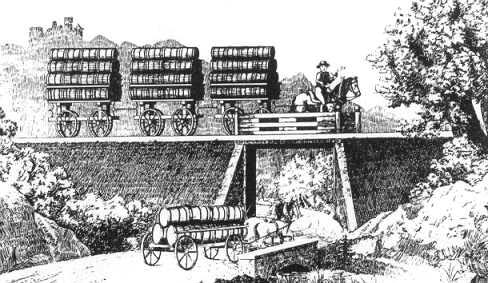
Vergleich zwischen Pferdebahn und Straßenfuhrwerk

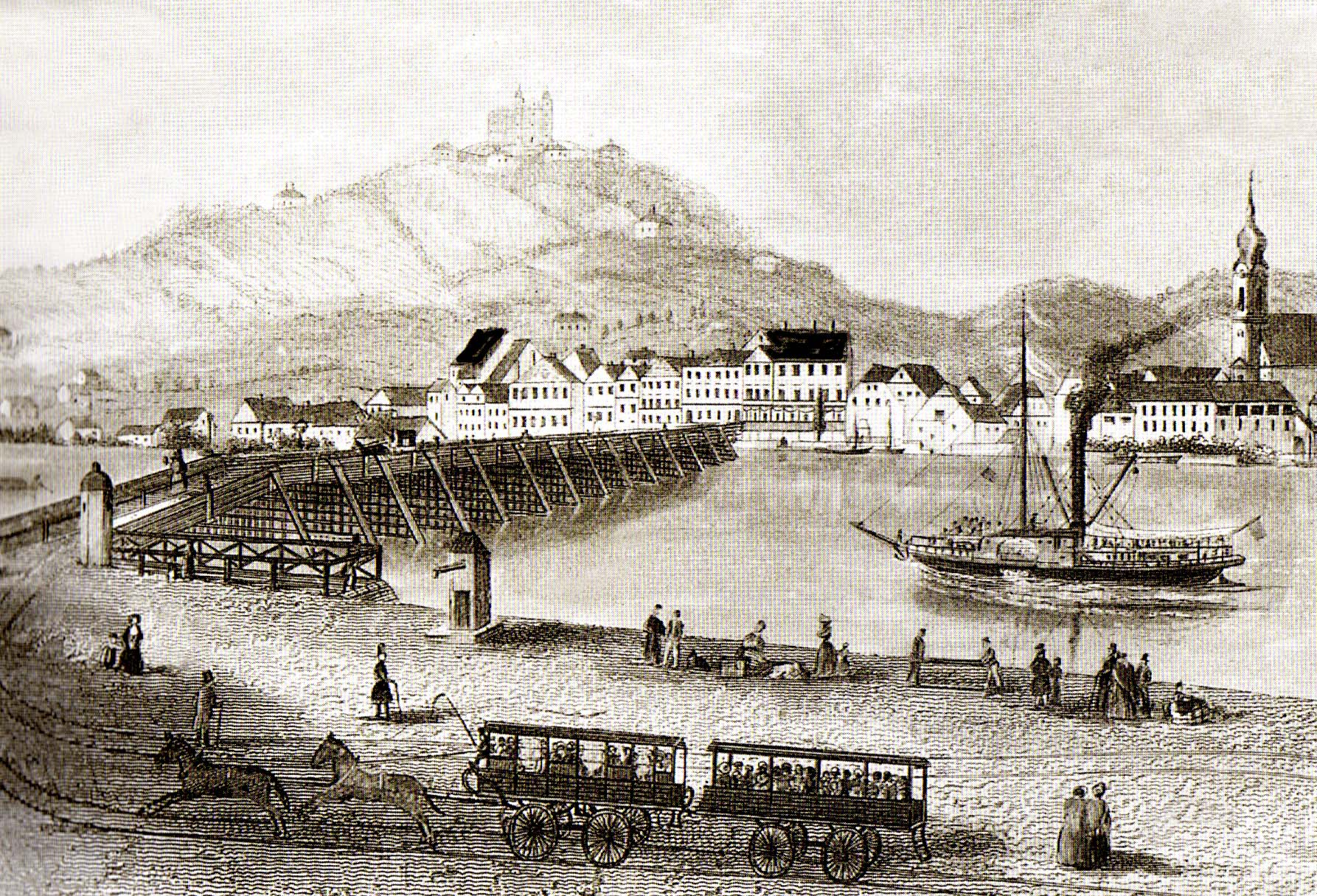
Die Pferdebahn in Linz, um 1840

#### Kanal oder Eisenbahn?
Das Ursprungsland des österreichischen Eisenbahnwesens ist Böhmen: 1808 hielt Franz Josef von Gerstner vor der „Böhmisch-hydrotechnischen Gesellschaft“ in Prag eine bemerkenswerte Rede, in der er für die Anlage einer Eisenbahn und nicht eines Kanals zwischen Moldau und Donau plädierte. (Schon damals ging es um die Modernisierung des Salztransports vom Salzkammergut nach Böhmen.) Im Zusammenhang mit der „Dresdener Elb-Konferenz“ (1819 f.) – wo unter anderem die „Freie Fahrt von Prag bis ans Meer (Nordsee)“ vereinbart wurde – tauchte das Problem der Verbindung von Moldau und Donau neuerlich auf: Es sollte durch einen Kanal oder eine Eisenbahn gelöst werden. Österreich entschied sich aus technischen und ökonomischen Gründen für die Eisenbahnvariante.
Gerstner selbst fühlte sich bereits zu alt, um eine größere Rolle in der Realisierung des Projektes zu spielen. Sein Sohn Franz Anton von Gerstner, Professor in Wien, begrüßte die fortschrittliche Haltung bei Hof und widmete sich dem Eisenbahnprojekt intensiv. 1822 besuchte er England, das „Mutterland des Eisenbahnwesens“. Da zwischen Moldau (Budweis) und Donau eine beachtliche Höhendifferenz zu bewältigen war, interessierte sich Gerstner jun. vor allem dafür, wie man Höhenunterschiede in England überwand. Die dortige Methode, „Schiefe Ebenen“ (Steilstrecken) anzuwenden, über die ganze Züge per Seilzug einer stationären Dampfmaschine befördert wurden, hielt er nicht für nachahmenswert.
Gerstner jun. behauptete, es sei möglich, einen „durchgängigen Schienenstrang durch das Gebirge“ zu legen, wenn man nur die nötigen Dämme und Einschnitte herstelle. Somit würden die „schiefen Ebenen“ völlig obsolet. In England stießen seine Gedanken zunächst auf wenig Gegenliebe, sie verbreiteten sich aber bald weltweit. Die Überwindung des Semmerings in Österreich 1854 („Erste Hochgebirgseisenbahn der Welt“) durch Carl Ritter von Ghega geht auf Gerstners Grundgedanken zurück.

#### PferdeoderDampflokomotive?
Mit Gerstner juniors Bahnbau begann 1824 die „erste Privatbahnphase“ in Österreich; sein betagter Vater wirkte als Konsulent mit. 1825 fand in Netrowitz bei Kaplitz (Böhmen) der erste Spatenstich für die „Budweis-Donau-Eisenbahn“ statt. Die entsprechende Eisenbahngesellschaft nannte sich knapp „k.k. priv. Erste Eisenbahngesellschaft“. Sie war die erste Eisenbahngesellschaft des deutschen Sprachraumes. Bis 1827 war Gerstners Gebirgstrasse über den Kerschbaumer Sattel (Grenzgebiet Oberösterreich/Böhmen) fertiggestellt, und zwar in lokomotivtauglicher Form. Denn Gerstner jun. hatte bereits bei seiner Englandreise 1822 dem Dampfbetrieb größte Sympathie entgegengebracht und diesen als Zukunftsperspektive betrachtet. Im Zuge einer neuerlichen Reise (1826/27) wurde diese Sympathie noch weiter genährt.
Inflation brachte das Unternehmen in Bedrängnis; Intrigen veranlassten Gerstner jun., die Baustelle 1828 zu verlassen. Sein Nachfolger, Mathias von Schönerer, blieb den Baugrundsätzen Gerstners grundsätzlich treu, missachtete aber dessen Vorgabe, schwache Steigungen (max. 11 Promille) anzulegen. So kam es im Bereich Kerschbaum-Lest, um Geld zu sparen, zu steilen Rampen (21 Promille) und engen Kurven. In Schönerers Zeit wurde auch entschieden, die Bahn nicht nach Mauthausen, sondern nach Urfahr, der Vorstadt von Linz am anderen Donauufer, zu führen.

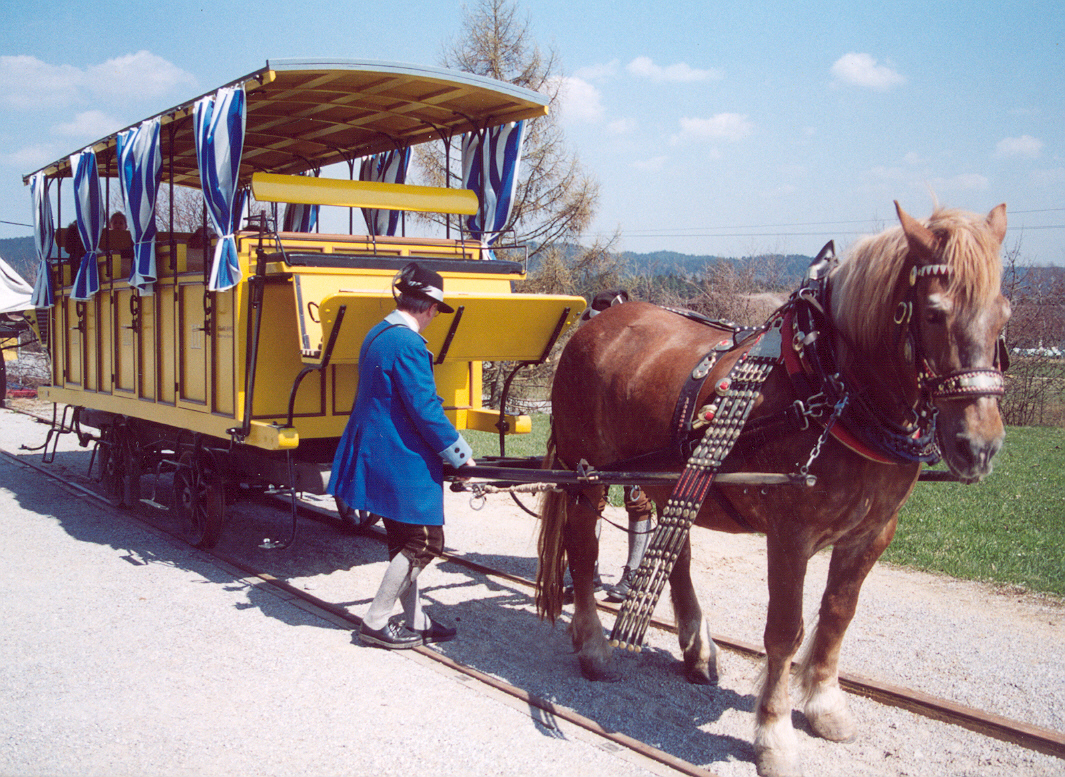
Rekonstruktion eines Pferdebahn-Gespannes

Die Pferdeeisenbahn Budweis–Linz–Gmunden wurde 1832 eröffnet. Technikgeschichtlich stellt sie keinen besonders großen Wurf dar. Angesichts der Sparmaßnahmen nach Gerstner juniors Abgang konnte der Südteil der Strecke später nicht auf Dampfbetrieb umgestellt werden. Aber auch für den Pferdebetrieb waren diese Steilrampen ungünstig, mussten die Züge doch vor deren Überwindung geteilt werden. Da der Transport aber funktionierte – außer Salz wurden sehr bald auch viele andere Güter befördert –, war das Unternehmen ein ökonomischer Erfolg.
1836 wurde die Verlängerung bis zur „Bürgerlichen Salzaufschütt“ in Gmunden am Traunsee in Betrieb genommen, auch in diesem Abschnitt mit einer Steilrampe von über 30 Promille, über die die Waggons einzeln hinauf gezogen werden mussten. Da der Abschnitt Linz Südbahnhof–Gmunden Traundorf ansonsten keinerlei Probleme aufwies, konnte 1855/56 im Personenverkehr der Dampfbetrieb eingeführt werden. Von Linz nach Budweis wurde die Gerstner-Trasse 1869 bis 1872 aufgelassen und die neue Trasse für Dampfloks nach Westen verschwenkt. Vereinzelte Überreste blieben bis in die Gegenwart erhalten und erinnern heute an die alte Trasse.

### Der Misserfolg Prag–Lana

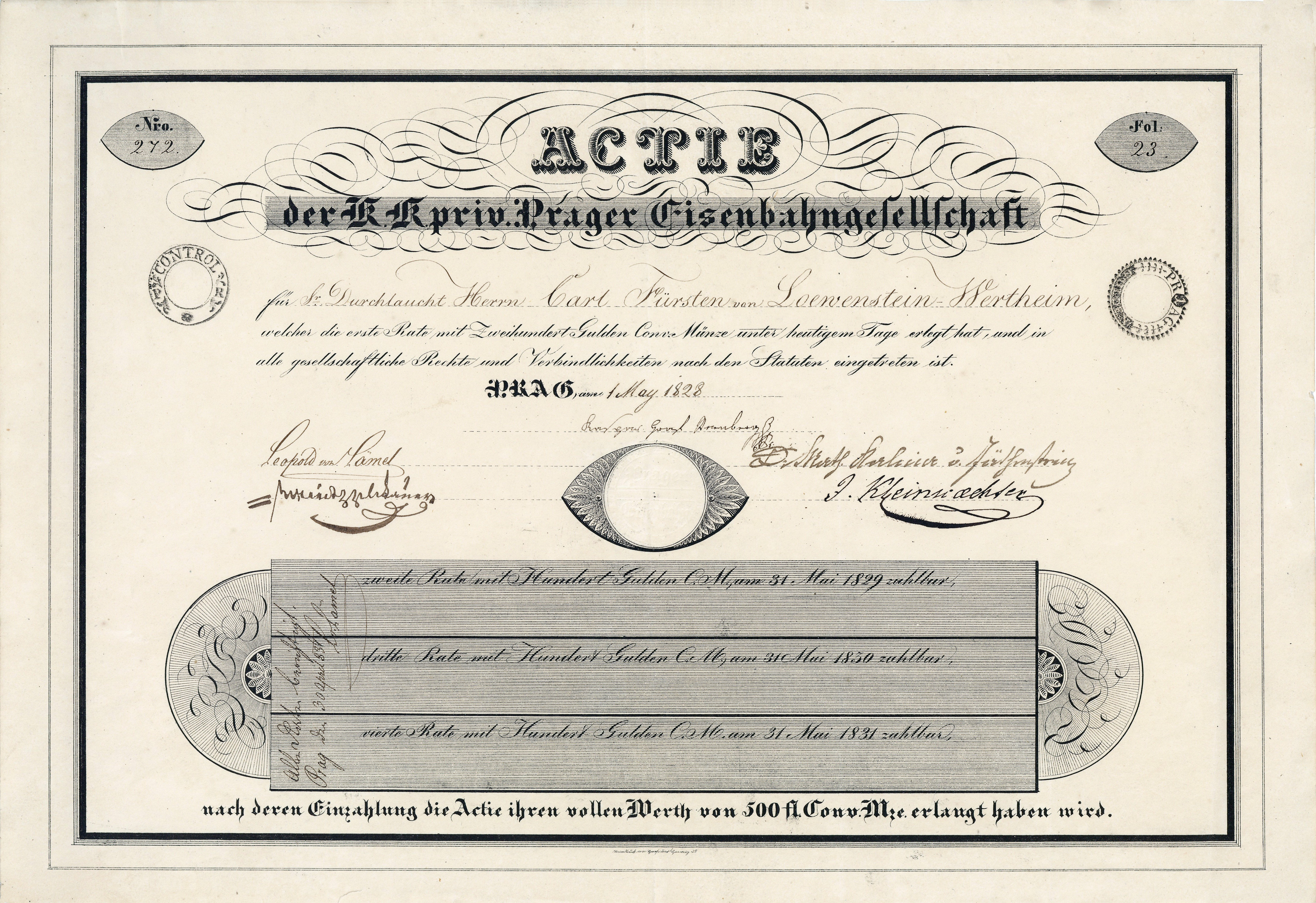
Gründeraktie der Prager Eisenbahngesellschaft über 500 Gulden, ausgestellt am 1. Mai 1828 in Prag auf den Fürsten Carl von Loewenstein-Wertheim, im Original unterschrieben u. a. von dem jüdischen Bankier Leopold von Lämel, Großfinanzier des österreichischen Staates. Als technischer Berater dieser Prag-Pilsener-Eisenbahn fungierte der Astronom, Physiker und Pionier des Eisenbahnbaus Franz Josef von Gerstner.

Während das Eisenbahnprojekt Budweis–Donau trotz aller technischer Mängel eröffnet wurde und funktionierte, war dies bei der Pferdeeisenbahn Prag–Lana nicht der Fall.
1828 wurde die Strecke als Prag-Pilsener Bahn in Angriff genommen. Doch 1831 endete der Bau im Fürstenbergschen Wald (Teil des Pürglitzer Wald) in der Gegend von Lana. Noch dazu konnte die Bahn aufgrund technischer Mängel nicht in Betrieb genommen werden. Karl Egon II. zu Fürstenberg kaufte die Strecke schließlich auf und machte sie bis 1838 betriebsbereit. Dann wurde sie als Waldbahn vom Ufer des Baches Klíčava bis Prag genutzt. Ökonomisch war ungünstig, dass die Züge von Prag immer leer in den Wald zurückfahren mussten, da in diese Richtung keine Verkehrsnachfrage bestand. Letztlich ging die Bahn in der Buschtěhrader Eisenbahn auf und wurde abgetragen. Noch heute sind einige Überreste vorhanden.

### Erste Dampfeisenbahn: Die Nordbahn

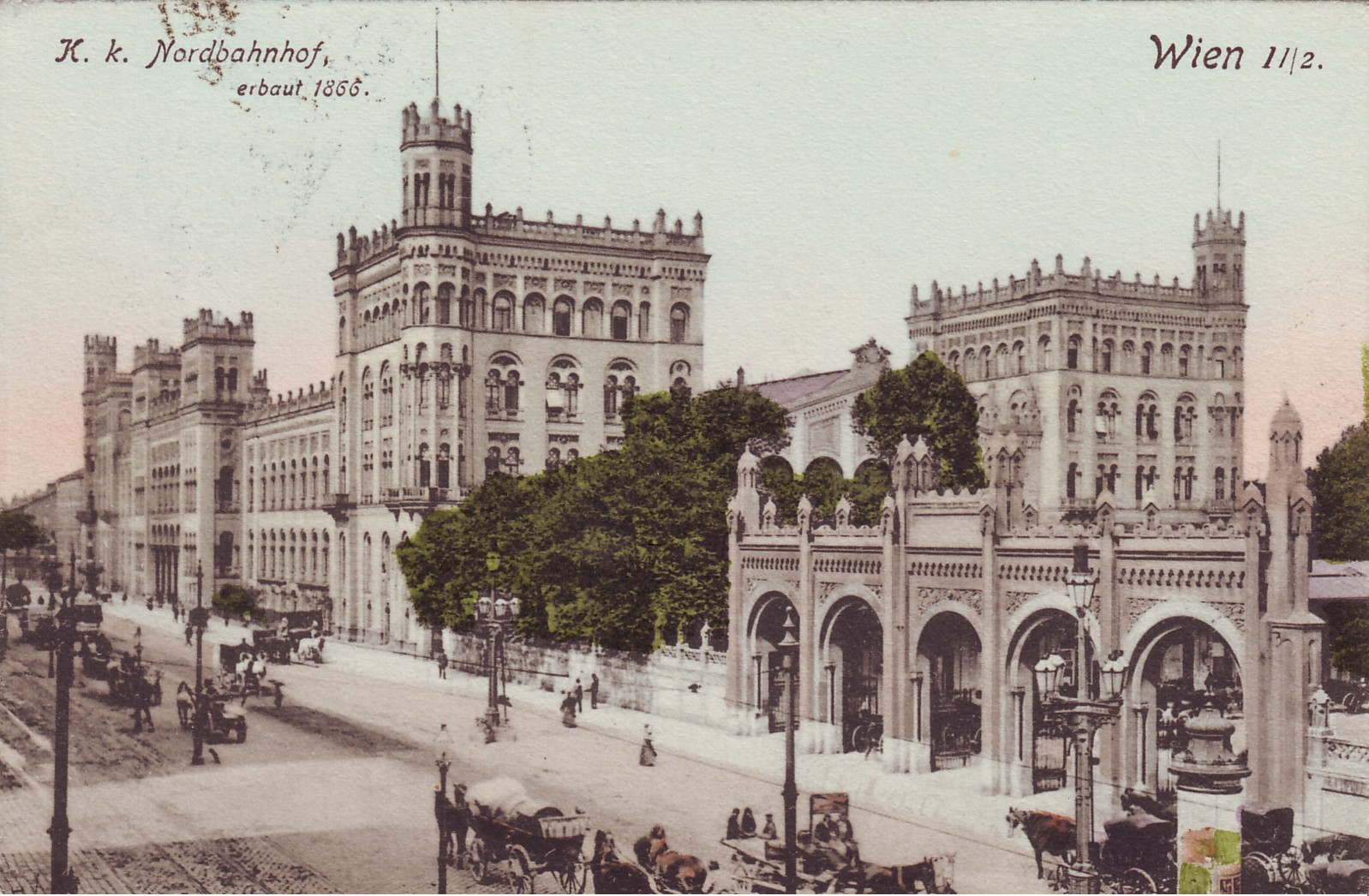
Der Wiener Nordbahnhof um 1908

Als „Geburtsstunde der Eisenbahn“ (mit Lokomotivbetrieb) in Österreich gilt 1836 der Spatenstich für die 1838 eröffnete Kaiser Ferdinands-Nordbahn. Dieses Projekt entwickelte sich zur wahren Erfolgsgeschichte: Bis zur Verstaatlichung im Jahre 1906 errichtete die ökonomisch höchst erfolgreiche Nordbahn-Gesellschaft ein sehr umfangreiches Netz. Die Nordbahn wurde zur wichtigsten Bahnlinie der Habsburgermonarchie.

### Vorläufiges Ende privater Investitionen
Die erste österreichische Privatbahnphase endete vor dem Hintergrund folgender Sachverhalte:
- Der Staat war seit 1837 von der großen Bedeutung des Eisenbahnwesens (Wirtschaft, Gesellschaft, Kriegswesen) fest überzeugt (belegt in Kabinettschreiben).
- Die privaten Kapitalisten begannen aus ihrer profitorientierten Sicht an der Zukunftsträchtigkeit des Eisenbahnwesens zu zweifeln.
- Somit schien der Ausbau des Eisenbahnnetzes ins Stocken zu geraten. Um dem entgegenzuwirken, nahm der Staat die Eisenbahnfrage in die Hand und leitete Ende 1841 die „Erste Staatsbahnphase“ ein.

## Die erste Staatsbahnphase (1841–1854/58)

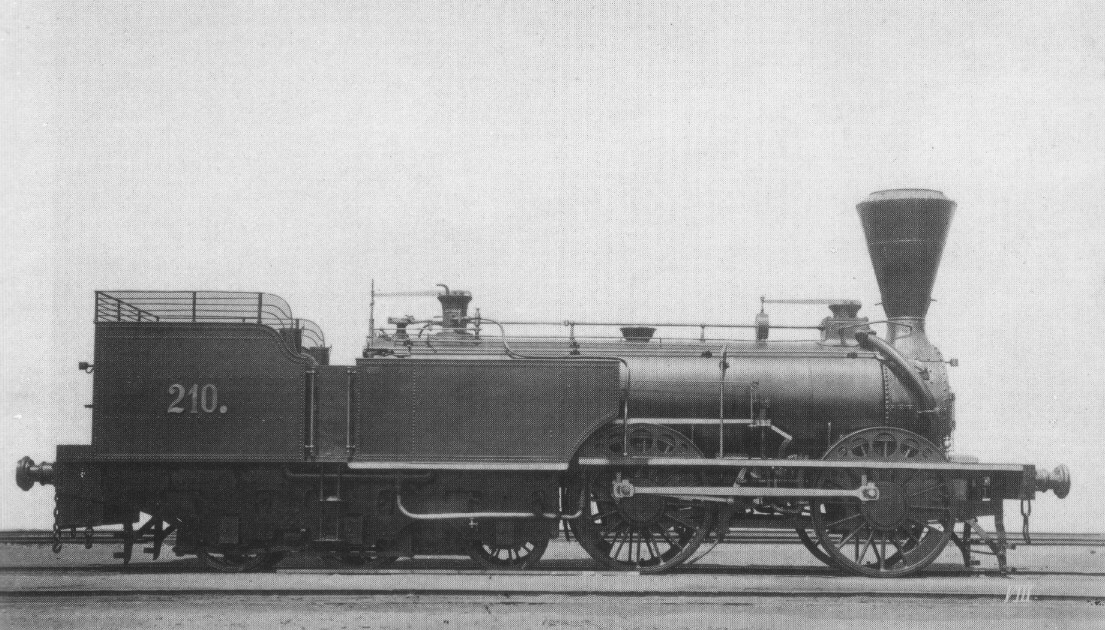
Lokomotive 210 der Südbahn

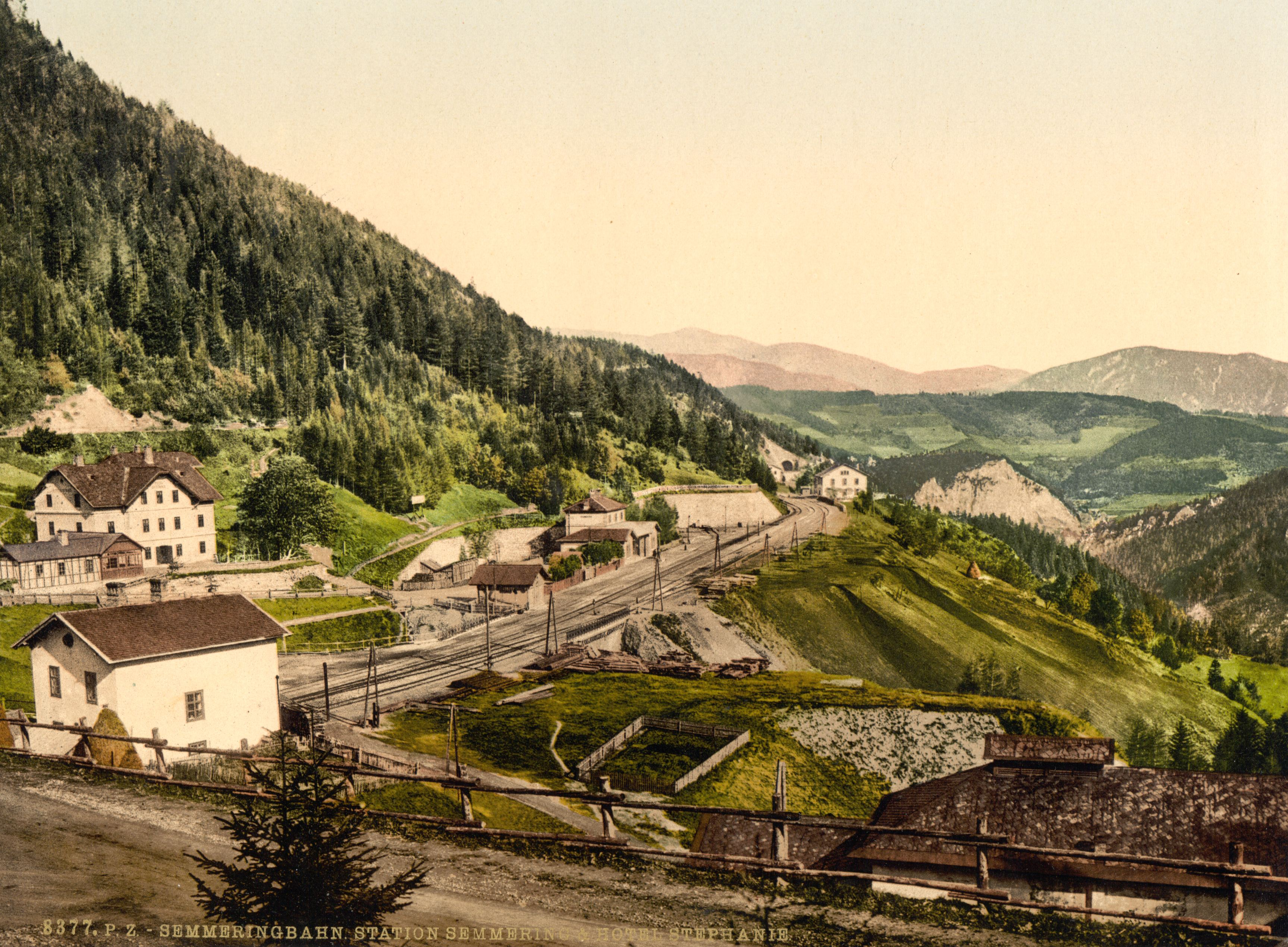
Bahnhof Semmering um 1900

### Eisenbahnprogramm der k.k. Regierung
Das Eisenbahnprogramm des Staates sah die Errichtung mehrerer wichtiger Linien vor. Kernstück waren die Nordbahn von Wien nach Norden und eine Südbahn von Wien zum Adriahafen Triest und nach Lombardo-Venetien. Angestrebt wurde aber auch die Vollendung der unter privater Ägide begonnenen Venedig-Mailänder Bahn. Dort begann der Staatsbahnbau 1852.
Bis 1851 wurde die Nordbahn bis Bernhardsthal vollendet. Vom Bahnhof Olmütz der Richtung Krakau führenden Kaiser-Ferdinands-Nordbahn aus wurde die Strecke via Prag zur nördlichen Staatsgrenze bei Bodenbach geführt, wo der Anschluss an das sächsische Eisenbahnnetz erfolgte. Eine Zweigstrecke dieser Bahn führte nach Brünn.

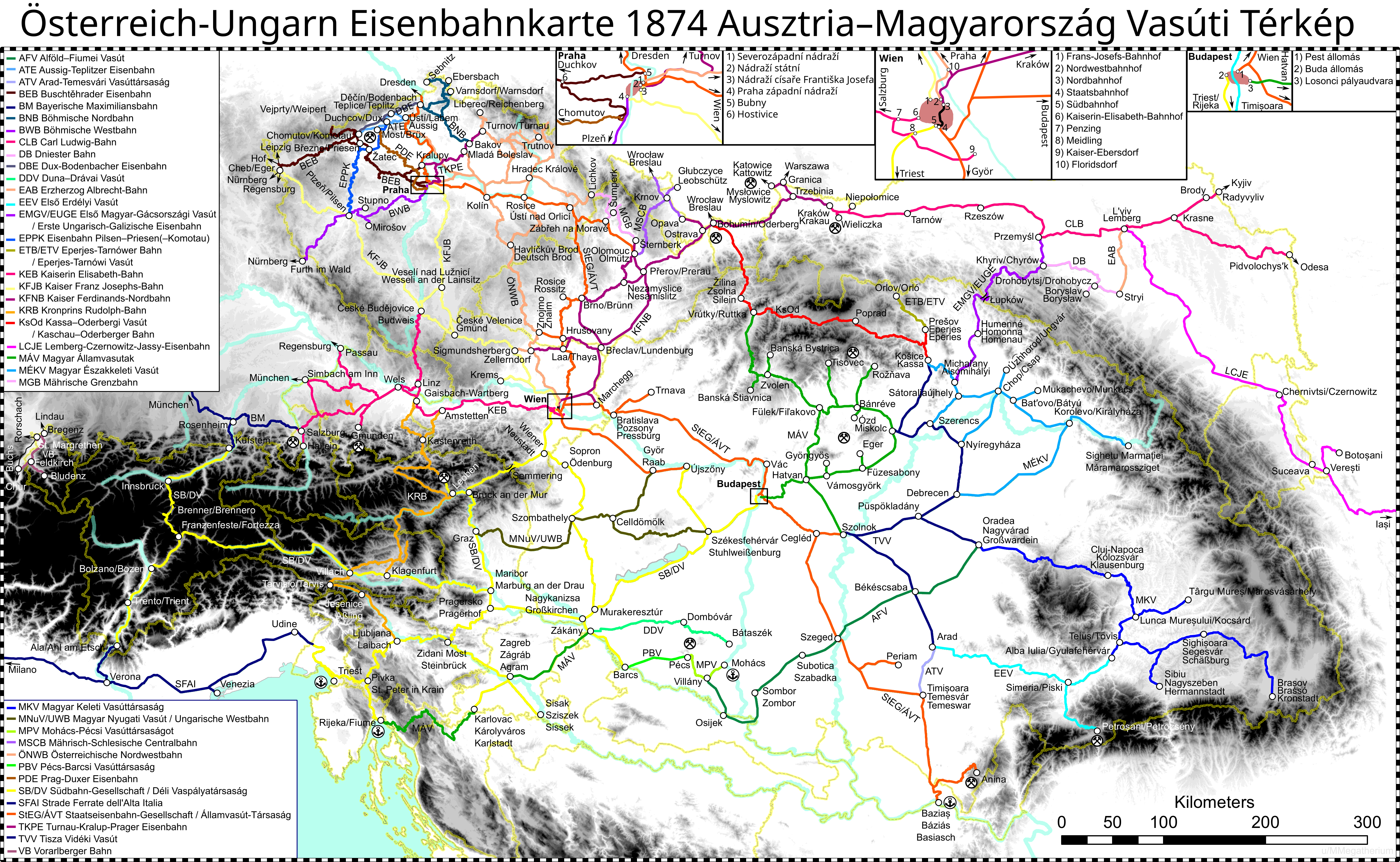
Eisenbahnkarte der Privatbahnen in Österreich-Ungarn 1874.

1857 wurde die Südbahn Wien–Triest eröffnet, zu der die anspruchsvoll trassierte Semmeringstrecke von Gloggnitz nach Mürzzuschlag gehört. Diese war 1854 als erste Hochgebirgseisenbahn der Welt dem Verkehr übergeben worden. Zwischen Graz und Triest mussten auch das Laibacher Moor durch Aufschüttung und der Karst mittels einer Gebirgstrasse überwunden werden. Die Errichtung der militärisch bedeutenden Eisenbahnverbindung nach Lombardo-Venetien fand nicht statt. Sie hätte in Aurisina nördlich von Triest beginnen sollen; als 1859 die Lombardei für Österreich verloren ging, war diese Verbindung obsolet.
Die Wirkung der Südbahn auf den Hafen Triest blieb vorerst bescheiden, da die Hafenanlagen größtenteils aus dem 18. Jahrhundert stammten und der neu errichtete „Eisenbahnhafen“ viel zu klein dimensioniert war. Die Südbahn wurde bis 1923 von der Südbahngesellschaft betrieben.
Halbherzig wurde hingegen das Projekt einer Westbahn behandelt. Man kam hier über die Trassierung von 1842 (Friedrich Schnirch) nicht hinaus. Dies obwohl bereits 1838 von Bayern ein klarer Appell zur Errichtung einer Bahnverbindung an Österreich gerichtet worden war.

### Ende der Staatsinvestitionen
Der Staatsbahnbau war sowohl in technischer als auch in betrieblicher Hinsicht mustergültig. Da der Staat jedoch an argem Geldmangel litt, sah er sich außerstande, diese Eisenbahnpolitik fortzusetzen.
Als Triest 1857 erschlossen wurde, war die „Staatsbahn-Phase“ offiziell eigentlich schon lang beendet. Bereits 1854 war mit dem Erlass des „Neuen Konzessionsgesetzes“ die „Zweite Privatbahnphase“ gesetzmäßig fixiert worden. Unvollendete Staatsbahnbauten, so wie etwa Wien–Triest, wurden aber in der Folgezeit noch beendet. Auch die Überführung des Staatsbahnnetzes (und staatlicher Eisenbahnprojekte) in private Hände dauerte noch über 1854 hinaus. Erst 1858 konnte dieser Vorgang abgeschlossen werden.

## Die zweite Privatbahnphase (1854/58–1873/80)

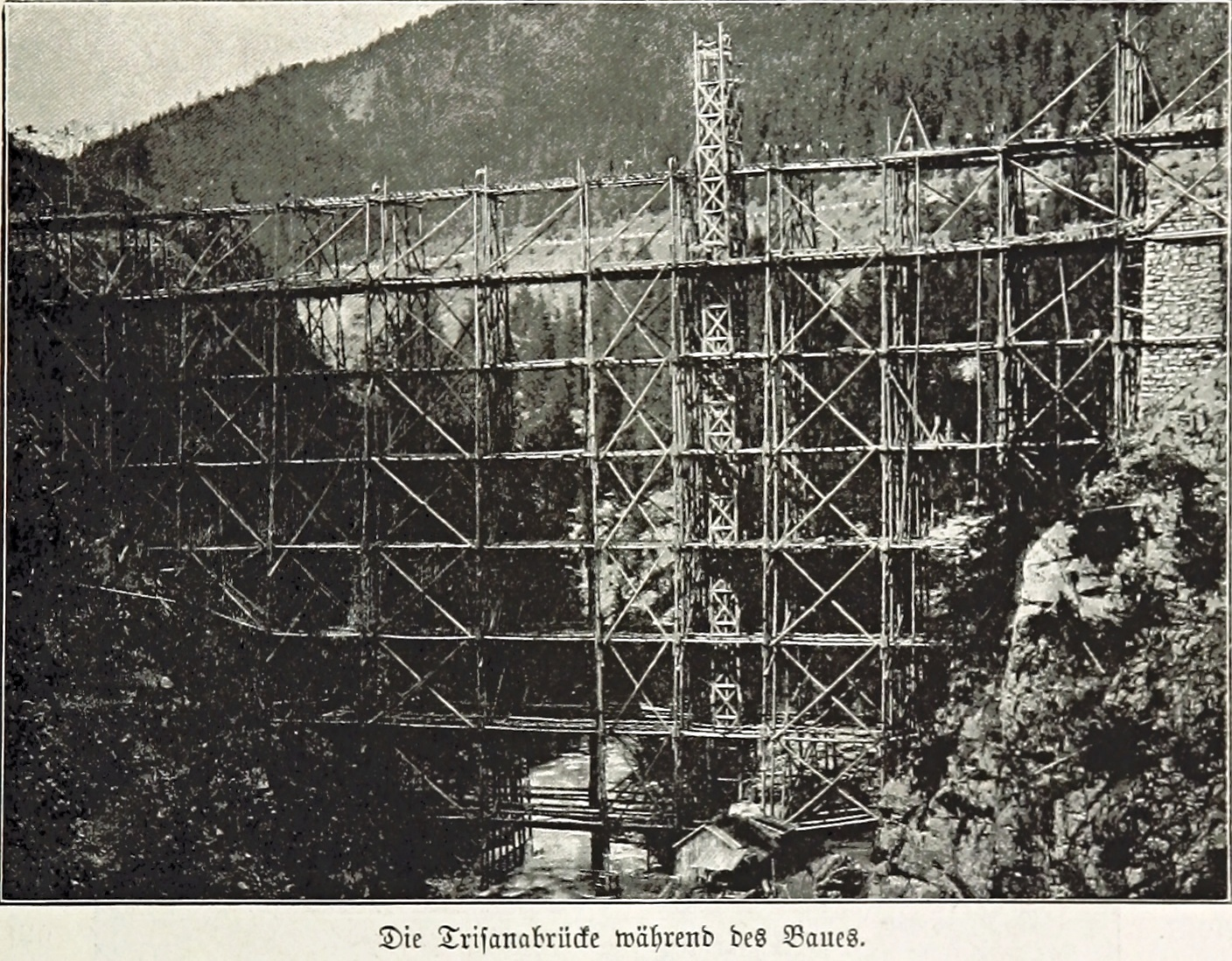
Bau der Trisannabrücke der Arlbergbahn

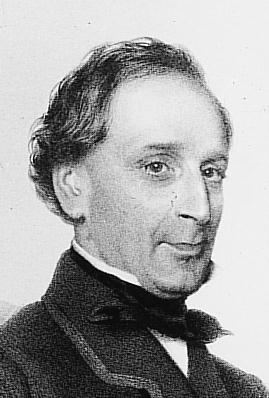
Die Lokomotivfabriken von Georg Sigl belieferten in dieser Phase zahlreiche österreichische und internationale Eisenbahngesellschaften.

Das oben bereits erwähnte Konzessionsgesetz von 1854 war das Rückgrat der zweiten Privatbahnphase Österreichs. Damit sollte vor allem eisenbahnmäßigem Wildwuchs wie z. B. in den USA vorgebeugt werden. Im Zuge des Konzessionsverfahrens musste der Konzessionswerber sein Projekt in jeder Hinsicht offenlegen (besonders betreffend Funktion, Finanzmittel) und erst nach genauer Prüfung dieser Fakten erteilte der Staat die Genehmigung zum Bahnbau.
Insgesamt hinkte der österreichische Eisenbahnbau hinter dem anderer europäischer Länder und namentlich hinter dem Preußens empfindlich hinterher. Während des Deutschen Krieges 1866 sah sich Oberbefehlshaber Ludwig von Benedek außerstande, Truppen, die nach dem glänzenden Sieg in der Schlacht bei Custozza in Italien nicht mehr benötigt wurden, auf den böhmischen Kriegsschauplatz zu dislozieren: Die Eisenbahn war mit dieser Aufgabe schlicht überfordert. Dies wird als einer der Gründe dafür angesehen, dass Österreich den Krieg verlor.

### Anreize für private Investoren
Der Staat förderte nun Privatbahngesellschaften nachhaltig: Einerseits bekamen sie günstige Kredite, andererseits Zinsengarantien. Für den privaten Investor wurde damit der Eisenbahnsektor wieder interessant.
Der Staat hatte zwar den Bahnbau wegen Geldmangels eingestellt, war aber in der Lage, Eisenbahnkredite zu vergeben, obwohl die wirtschaftliche Lage allgemein als prekär empfunden wurde. Hatten die direkten Aufwendungen des Staates für den Bahnbau Ausgaben bzw. den Wechsel von liquiden Mitteln in illiquides Anlagevermögen bedeutet, so konnten die gegebenen Kredite als verliehenes liquides Staatskapital verbucht werden.
Insgesamt betrachtet brachte die zweite Privatbahnphase ein umfangreiches Netzwachstum mit sich. Allerdings gingen Private lediglich volkswirtschaftlich sinnvolle Projekte nicht an: Sie waren den privaten Kapitalgebern zu riskant, zu teuer oder zu wenig profitorientiert. Zu diesen privat nicht gebauten Strecken gehörten beispielsweise:
- Arlbergbahn (sie hätte unter anderem der Verbindung von der Schweiz nach Triest dienen sollen)
- (Wien–) Divača – Pola (die Querung Istriens von Triest zum österreichischen Hauptkriegshafen Pola)
- Dalmatinische Küstenbahn (Dalmatien war seit 1867 von Gebiet der ungarischen Reichshälfte umgeben; in Dalmatien befanden sich die Kriegshäfen Šibenik und Kotor)

Es war das Verdienst von Handelsminister Bernhard von Wüllerstorf-Urbair, 1866 ein zukunftsweisendes Eisenbahnmemorandum vorgelegt zu haben, in dem er bereits implizit staatliches Engagement forderte.
Der Ausgleich mit Ungarn 1867 machte die beiden Reichshälften der neuen Doppelmonarchie innenpolitisch voneinander unabhängig. Sie verfolgten nun auch in der Eisenbahnpolitik unterschiedliche Zielsetzungen, hatten aber zum Eisenbahnrecht und zu den technischen Eisenbahnstandards (verfassungsmäßig nicht verpflichtend) übereinstimmendes Vorgehen vereinbart. Zahlreiche Planungen und Vorschriften wurden daher von 1868 an zwischen den jeweils für Eisenbahnen zuständigen Ministern Österreichs und Ungarns wörtlich vereinbart, bevor sie von den beiden Parlamenten getrennt beschlossen wurden. Internationale Eisenbahnabkommen wurden, da die Außenpolitik zu den Aufgaben gehörte, die der Monarch verfassungsmäßig für die Gesamtmonarchie einheitlich gestaltete, namens des Kaisers und Königs für ganz Österreich-Ungarn abgeschlossen.

### Neue Staatsinvestitionen
Durch die 1873 beginnende Wirtschaftskrise kam ein Umdenken in Gang und der Staat begann sich neuerlich direkt zu engagieren. Einerseits unterstützte er Privatgesellschaften finanziell massiv, andererseits führte er wieder Staatsbahnbauten in Eigenregie durch. So wurde 1876 etwa der Kriegshafen Pola endlich an das Zentrum des Staates angeschlossen. Betrieben wurde diese k.k. Staatsbahnstrecke vorerst von der Südbahngesellschaft.
1880 wurden sodann im Reichsrat einhellig die Finanzmittel für die Errichtung des Arlbergtunnels bewilligt. Dies markiert den Eintritt in die „Zweite Staatsbahnphase“. In der Folge gewann der „Staatsbahngedanke“, wie in vielen anderen Staaten Europas, vor allem im Deutschen Reich, immer mehr an Kraft, schließlich genährt durch den wirtschaftlichen Aufschwung der Jahrhundertwende.

## Die k.k. Staatsbahnen und die Südbahngesellschaft (1880–1918)

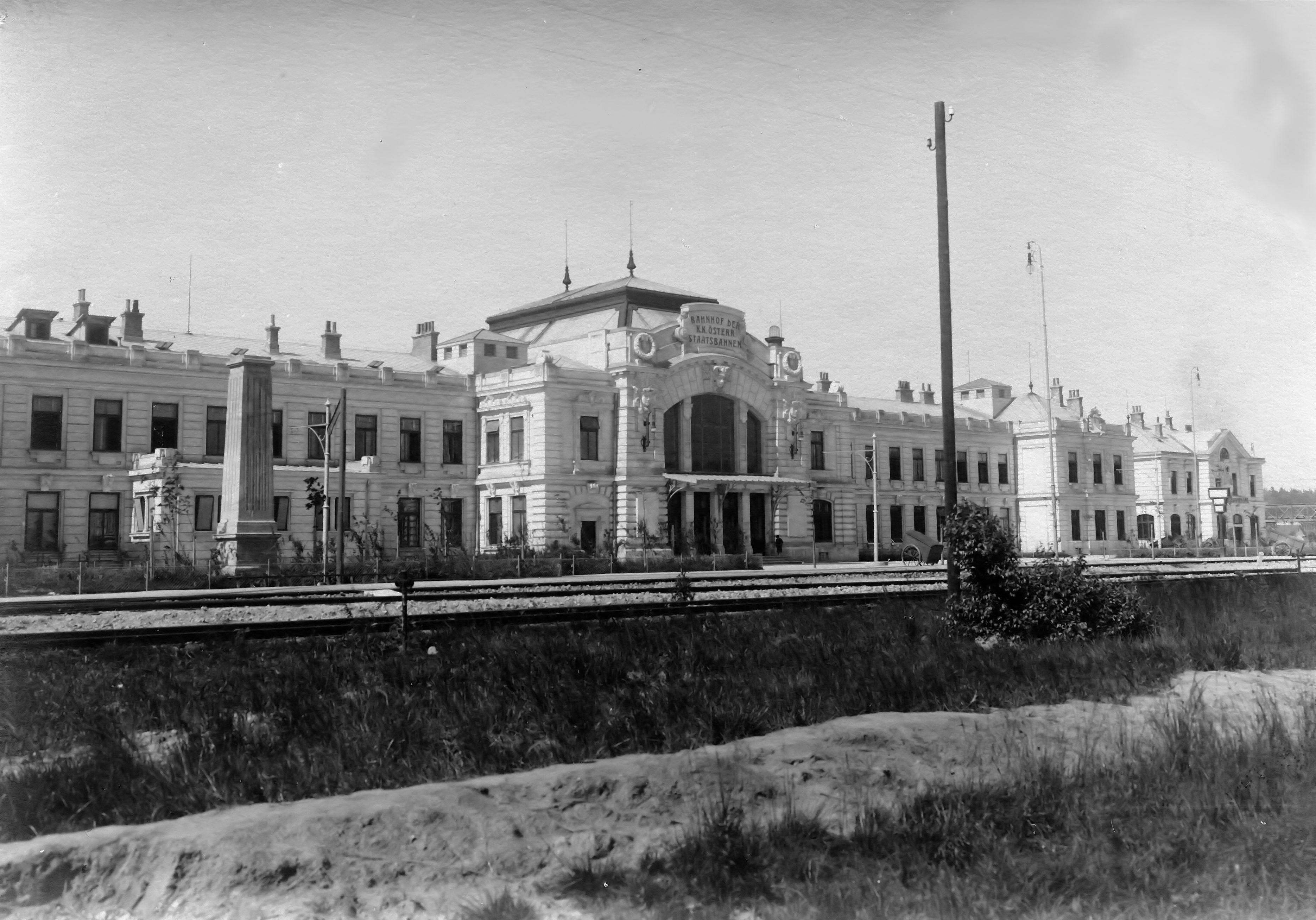
Bahnhof Gmünd (um 1905)

Die Eisenbahnagenden wurden im cisleithanischen Staat von 1867 an vom k.k. Handelsministerium wahrgenommen. Der stark gestiegenen Bedeutung der Bahn entsprechend, wurde 1896 das k.k. Eisenbahnministerium gegründet, das bis November 1918 bestand und die zuvor begonnene offensive Politik für die Staatsbahn als wichtigstes Verkehrsmittel des Landes weiterhin betrieb (siehe Verkehrspolitik). Als Minister wurden vom Kaiser zumeist ausgewiesene Bahnexperten berufen.

### Verstaatlichung
Die Verstaatlichung von Bahnen, damals als Einlösung (Übernahme der Aktien zu einem bestimmten Preis) oder Erwerb bezeichnet, ließ ein beträchtliches Staatsbahnnetz entstehen, blieb aber in der Monarchie unvollständig. Zwar wurden zahlreiche defizitäre Privatbahngesellschaften verstaatlicht – so z. B. 1884 die Kaiserin-Elisabeth-Bahn (die Westbahn) und 1887 die Rudolfsbahn –, die wichtige Südbahngesellschaft blieb jedoch bis 1923 privat.
Der Staat konnte diesen „defizitären Koloss“ in seiner Eisenbahnpolitik nicht direkt brauchen und entschloss sich vorerst dazu, 1906 die wohlhabende Kaiser Ferdinands-Nordbahn, die wichtigste Bahn der Monarchie, zu verstaatlichen. Diese Entscheidung erwies sich wegen der sehr umfangreichen Kohletransporte auf dieser Bahn als durchaus lukrativ, brachte aber kurzfristig Probleme mit sich: Nachdem die Nordbahnaktionäre von der Verstaatlichungsabsicht erfahren hatten, reduzierten sie die Erhaltungsarbeiten für Bahnnetz und Fahrzeuge fast auf null. Eine „Transportkrise“ war die Folge; diese konnte aber schnell behoben werden.

### Neue Alpenbahnen

Baustelle des Bosrucktunnels an der Pyhrnbahn (1904)

Im Jahr 1901 entschloss sich der österreichische Staat zu Investitionen von historischer Bedeutung: Durch die Errichtung mehrerer großer Alpenbahnen sollte vor allem die „Triester Krise“ (grundsätzlich etwa seit 1850) endlich nachhaltig bewältigt werden. Der moderne Hafenausbau hatte bereits 1867 begonnen. Die 1901 vom Reichsrat, dem Parlament Altösterreichs, getroffene Entscheidung betraf mit einem Volumen von umgerechnet 1,76 Milliarden Euro das größte Investitionsvorhaben der letzten Jahrzehnte der Monarchie (Details siehe Politischer Auftrag).
Diese „Neuen Alpenbahnen“ (so der politische Begriff), gemeint waren die Tauernbahn, die Pyhrnbahn, die Karawankenbahn und die Wocheiner Bahn (inkl. Karstbahn), unterschieden sich bautechnisch grundsätzlich von der 1854 eröffneten Semmeringbahn: Nach dem Vorbild des französisch-italienischen 13,7 km langen Mont-Cenis-Eisenbahntunnels (errichtet 1857–1871 im Zuge der Bahnstrecke Modane–Turin) wurden nun bedeutende Alpenübergänge an mehreren Stellen auf größere Distanzen untertunnelt.
In Österreich hatte man diese Methode zum ersten Mal beim 10,6 km langen Arlbergtunnel angewandt. Besonders beim Bau des Bosrucktunnels und des Wocheiner Tunnels hatte man mit umfangreichen Problemen mit Gesteinsformationen und Wassereinbrüchen zu kämpfen. Erst 1909 konnte dieses Großunternehmen mit der Eröffnung der Tauernbahn erfolgreich abgeschlossen werden. In Triest und Görz wird die Verbindung von Salzburg über Tauern-, Karawanken- und Wocheiner Bahn bis heute „La Transalpina“ genannt.

### Bedeutung der Eisenbahn

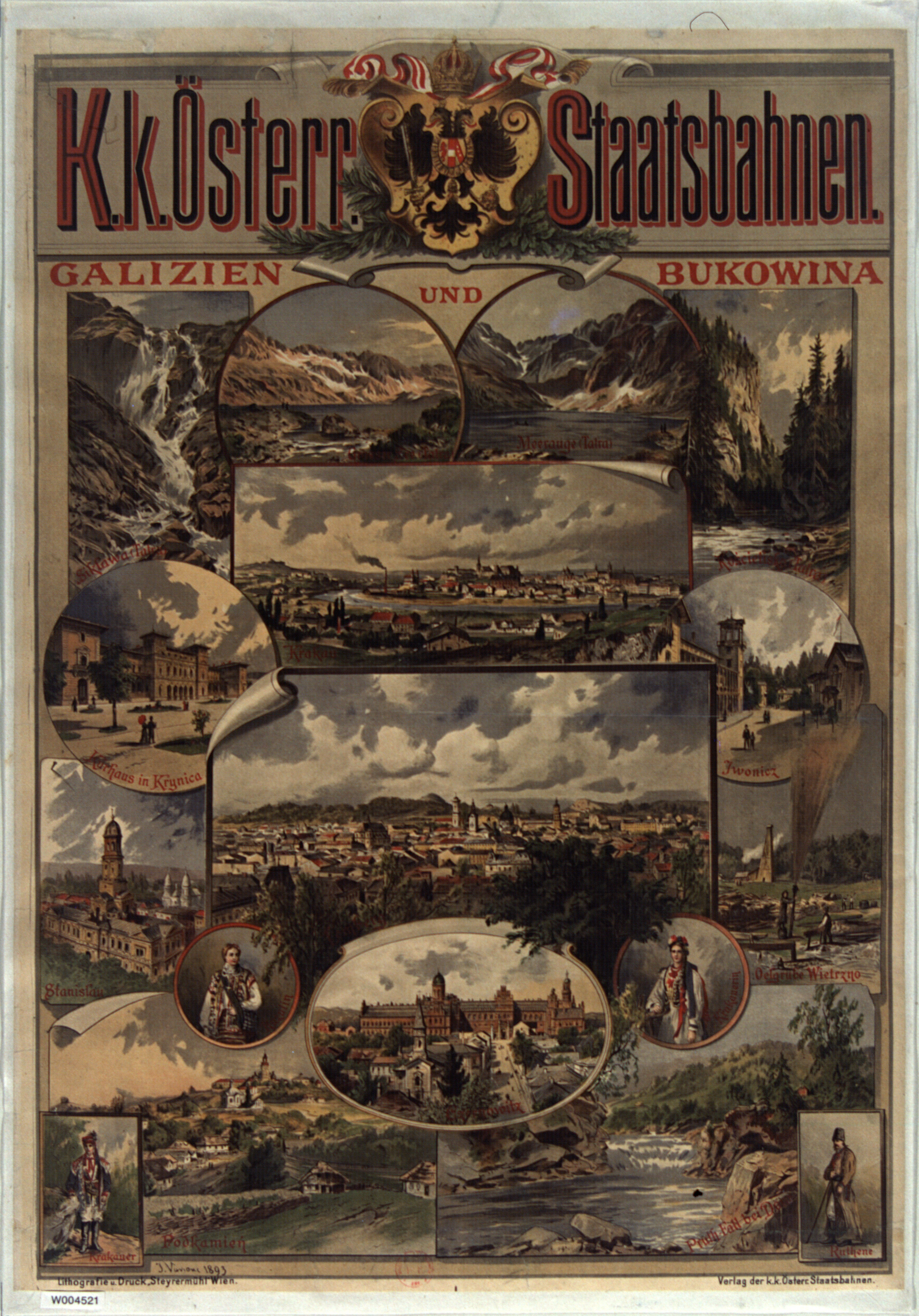
Werbeplakat für Galizien und die Bukowina (1893)

Die Bahn war damals aus dem politischen, wirtschaftlichen und gesellschaftlichen Leben nicht wegzudenken. Sie nahm Funktionen wahr, die heute auch andere Verkehrsträger (LKW, PKW, Flugzeug) erfüllen.
- Die Post in Österreich-Ungarn wurde auf längeren Strecken per Bahnpost befördert.
- Österreich-Ungarn im Sommer wochenlang von Bad Ischl, der Sommerresidenz des Kaisers, aus zu regieren war nur möglich, weil mit dem Kaiser beratende Politiker kurzfristig per Bahn anreisen konnten. Von Prag gab es im Sommer z. B. eigene Kurswagen nach „Išl“; die tschechische Schreibweise auf zweisprachigen Zieltafeln war sogar Anlass zu deutschnationalen Protesten.
- Standortentscheidungen für Schwerindustrie-Unternehmen wurden von Bahnverbindungen beeinflusst, zum Beispiel die Eisenindustrie an der Nordbahn in Mähren. Regionen abseits der Bahn kämpften um einen Anschluss an das Schienennetz, um an der Industrialisierung teilhaben zu können.
- Staatsbesuche wurden per Bahn absolviert: Kaiser Wilhelm II. kam mit seinem Hofzug und stieg in der Station Wien-Penzing aus, als er 1908 Franz Joseph I. zu dessen 60-Jahre-Thronjubiläum im Schloss Schönbrunn besuchte.
- Frühe Tourismusentwicklungen, wie auf dem Semmering, im Salzkammergut, im südlichen Tirol und in Istrien sind direkt auf Bahnverbindungen aus Ballungsräumen zurückzuführen.
- Truppen- und Waffentransporte in Aufmarsch- oder Verteidigungsgebiete im Ersten Weltkrieg und Verwundetentransporte von der Front in die Spitäler des Hinterlandes wurden ausschließlich per Bahn durchgeführt. Zwischen regulären Bahnstrecken und der Front wurden vielerorts Heeresfeldbahnen gebaut und betrieben. Für die Materialschlachten wurden riesige Mengen an Nachschub (Munition, Waffen, Soldaten usw.) an die Fronten befördert.
- Großveranstaltungen wie die Weltausstellung 1873 in Wien (Wiener Prater) – in sechs Monaten kamen 7.255.000 Besucher und über 50.000 Aussteller – waren ohne Bahnanschluss kaum denkbar.
- Als Altösterreich 1918 zerfiel, gab es zwischen den Nachfolgestaaten Tschechoslowakei, Deutschösterreich und SHS-Staat Streit über die Aufteilung des Rollmaterials der k.k. Staatsbahnen, insbesondere der Lokomotiven (Näheres hier)

Eisenbahnkarte von Österreich-Ungarn im Jahr 1918

### Stand 1918

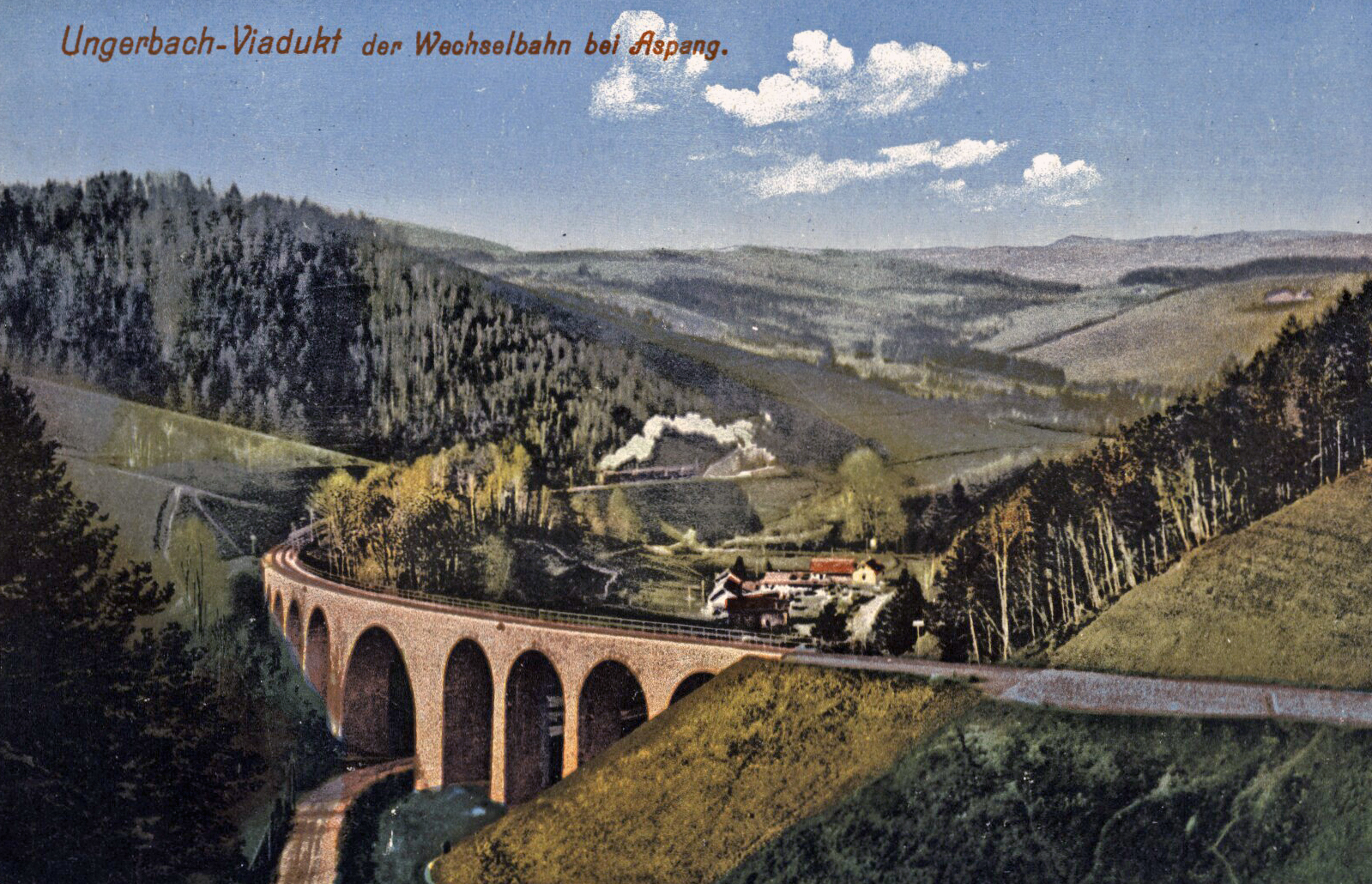
Wechselbahn bei Aspang (1910)

Das altösterreichische Netz besaß 1918 im Wesentlichen eine fächerförmige Struktur. Wichtigster Knoten war die Hauptstadt Wien. Bis auf die Verbindung Wien–Split (1918 in Bau) waren damals folgende Hauptverbindungen etabliert:
- die Nordbahn von Wien über Lundenburg (Breclav) nach Brünn und Prag (mit Verbindung nach Berlin) bzw. nach Krakau, Lemberg und Czernowitz,
- die Südbahn von Wien über Graz und Steinbrück nach Laibach und Triest bzw. nach Agram und Belgrad,
- die Westbahn von Wien über Wels nach Salzburg (Verbindung nach München), Innsbruck und Bregenz (Verbindung in die Schweiz) bzw. nach Passau (Verbindung nach Frankfurt am Main),
- die Ostbahn (Marchegger Ast) von Wien nach Pressburg und Budapest,
- die Wien-Raaber Bahn (heute Ostbahn, östlicher Ast) von Wien über Bruck an der Leitha nach Raab und Budapest (Verbindung nach Belgrad und Siebenbürgen),
- die Kaiser-Franz-Josephs-Bahn von Wien über Gmünd und Budweis nach Prag,
- die Ostbahn (nördlicher Ast) von Wien über Laa an der Thaya nach Brünn,
- die Tauernbahn von Salzburg nach Villach, durch den Karawankentunnel nach Laibach oder über die Wocheiner Bahn nach Görz und Triest.

Zwischen diesen Hauptbahnen bestanden zahlreiche Querverbindungen (wie z. B. Linz–Selzthal–St. Michael und Gänserndorf–Marchegg).

## Die Bundesbahnen Österreich (1918–1938)
Da die schweizerische Oensingen-Balsthal-Bahn offiziell die Abkürzung OeBB verwendete, mussten die Österreichischen Bundesbahnen, 1918/19 Deutschösterreichische Staatseisenbahnen, 1919/20 Österreichische Staatseisenbahnen, in der Zwischenkriegszeit als „BBÖ“ abgekürzt werden; die Aufschriften an den Fahrzeugen lauteten analog „Bundesbahnen Österreich“. Allerdings waren noch 1922 Wagen mit den unterschiedlichsten Bezeichnungen im Umlauf: „Ö. St. B.“, „B. B. Österreich O“, „B. B. Österreich“ und ein anschließendes gleichseitiges Dreieck, dessen Spitze auf den Schriftzug zeigte, sowie Wagen, die immer noch die herkömmlichen Bezeichnungen aus der Zeit der Monarchie trugen.

### Folgen des Zerfalls Altösterreichs
Der frühere „Brotlaib des Staates“ Böhmen und Mähren mit dichtem, ertragreichem Bahnverkehr, war nun Ausland. Österreich blieben die Alpenstrecken mit hohem Betriebs- und Erhaltungsaufwand und vergleichsweise deutlich weniger Verkehr, abhängig von Kohleimporten aus der Tschechoslowakei.
Da der Kärntner Bahnknotenpunkt Unterdrauburg 1918/19 an Jugoslawien fiel, war die Verbindung aus dem Lavanttal in die Landeshauptstadt Klagenfurt nur über das Ausland möglich. Erst 1963 wurde die Jauntalbahn als inländische Verbindung geschaffen. Ebenso ist Osttirol von Nordtirol aus durch das 1918/1919 von Italien annektierte Südtirol erreichbar.
Die mährische Bahnverbindung Nikolsburg–Lundenburg verlief bei Feldsberg über niederösterreichisches Gebiet. Die Stadt musste daher im Vertrag von Saint-Germain 1919 an die Tschechoslowakei abgetreten werden; diese hatte den Vorschlag, das Teilstück auf Kosten Österreichs auf mährischem Gebiet neu zu errichten, abgelehnt.
Die böhmischen Bahnstrecken von Pilsen über Budweis und von Prag über Tábor nach Wien vereinigten sich in Gmünd (Niederösterreich). Der Hauptbahnhof samt Werkstätten (Stadtteil Gmünd III, heute České Velenice) und anschließende Dörfer an den beiden Strecken mussten 1919 an die Tschechoslowakei abgetreten werden.
Die Bahnstrecke Deutschkreutz–Rattersdorf-Liebing im mittleren Burgenland wurde ab 1921 über das ungarisch gebliebene Ödenburg mit dem nördlichen Burgenland verbunden.
Die Südbahn, bis dahin von der privaten Südbahngesellschaft betrieben, wurde 1918 in private Bahngesellschaften in den Nachfolgestaaten der Monarchie aufgeteilt und in Österreich 1923 vom Staat übernommen. Ab 1924 wurde sie von den Bundesbahnen geführt.

### Elektrifizierungsprogramm

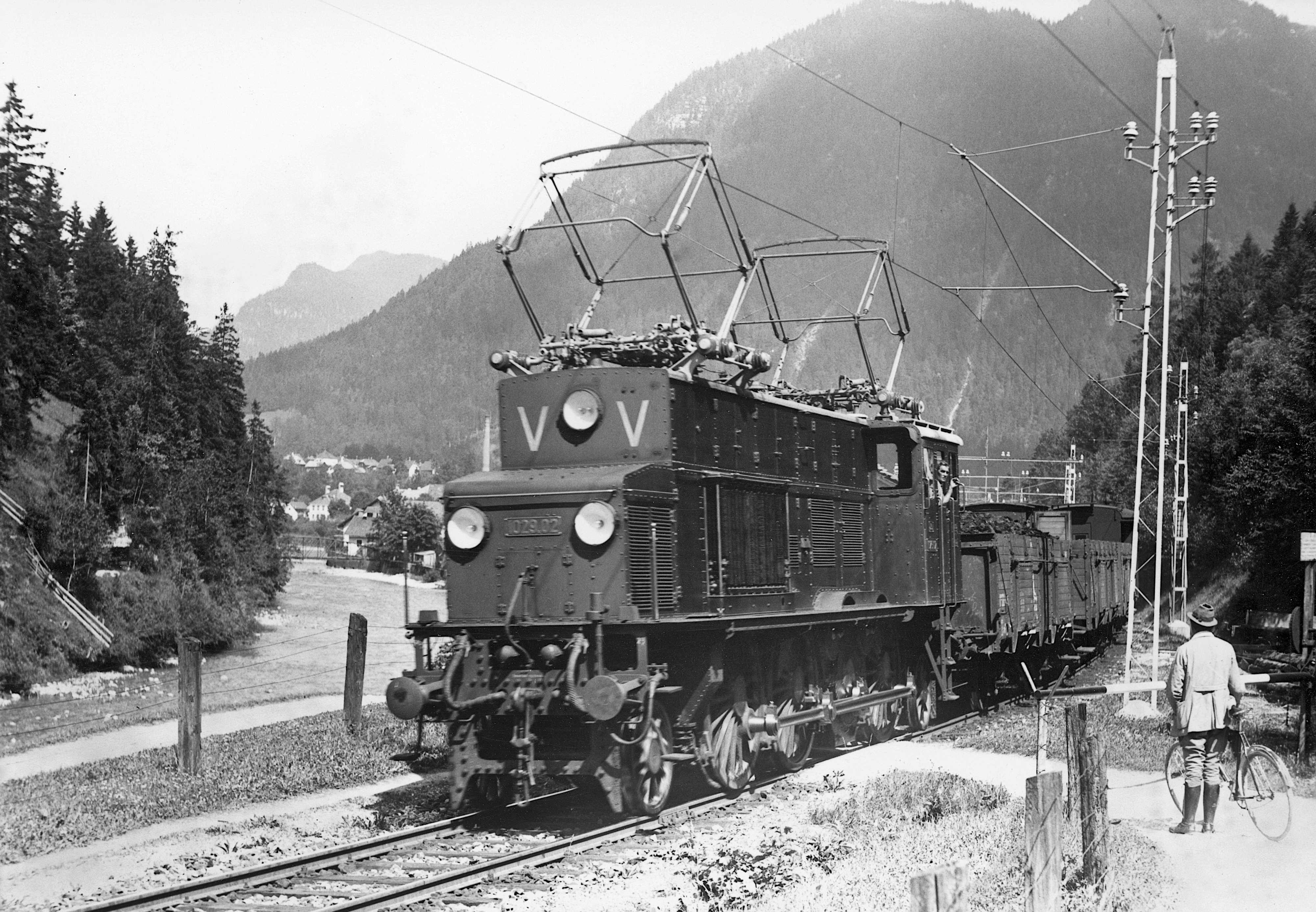
BBÖ 1029.01 bei Bad Aussee (1. Juli 1928)

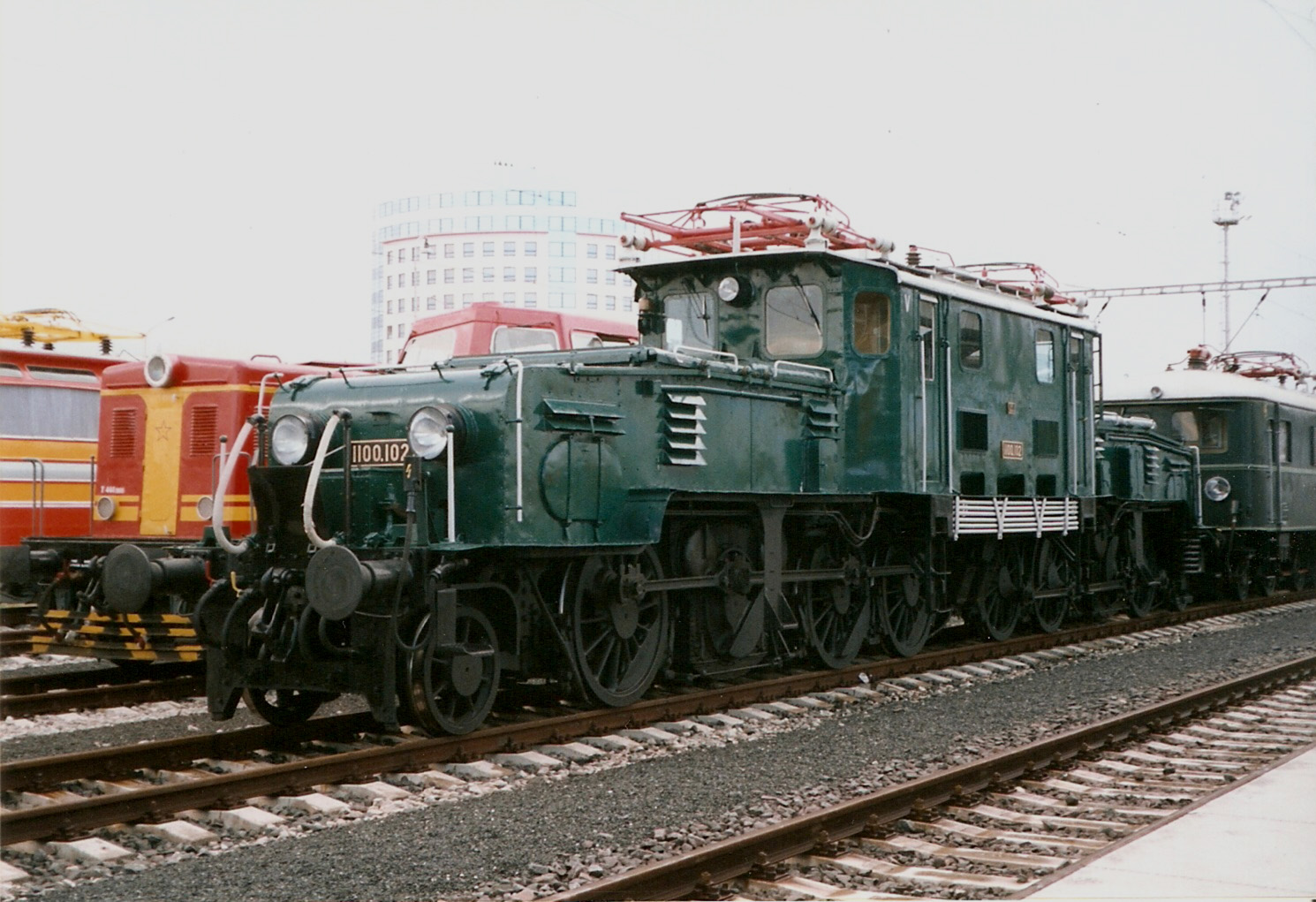
BBÖ 1100

Das bereits in der Monarchie erstellte „Elektrifizierungs-Programm“ wurde von den zwanziger Jahren an realisiert. Folgende bedeutende Linien wurden in der Zwischenkriegszeit elektrifiziert:
1. Innsbruck West–Telfs-Pfaffenhofen–Landeck (1923)
2. Stainach-Irdning–Attnang-Puchheim (1924)
3. St. Anton am Arlberg–Langen am Arlberg (1924)
4. Landeck–St. Anton am Arlberg (1925)
5. Langen am Arlberg–Bludenz (1925)
6. Bludenz–Feldkirch–Staatsgrenze bei Buchs (1926)
7. Feldkirch–Bregenz (1927)
8. Innsbruck–Wörgl–Staatsgrenze bei Kufstein (1927)
9. Wörgl–Saalfelden (1928)
10. Innsbruck–Brennersee (1928)
11. Salzburg–Schwarzach-St. Veit (1929)
12. Schwarzach-St. Veit–Saalfelden (1930)
13. Schwarzach-St. Veit–Mallnitz (1933)
14. Brennersee–Staatsgrenze beim Brenner (1934)
15. Mallnitz–Spittal-Millstättersee (1935)

### Die Eisenbahn in der Politik

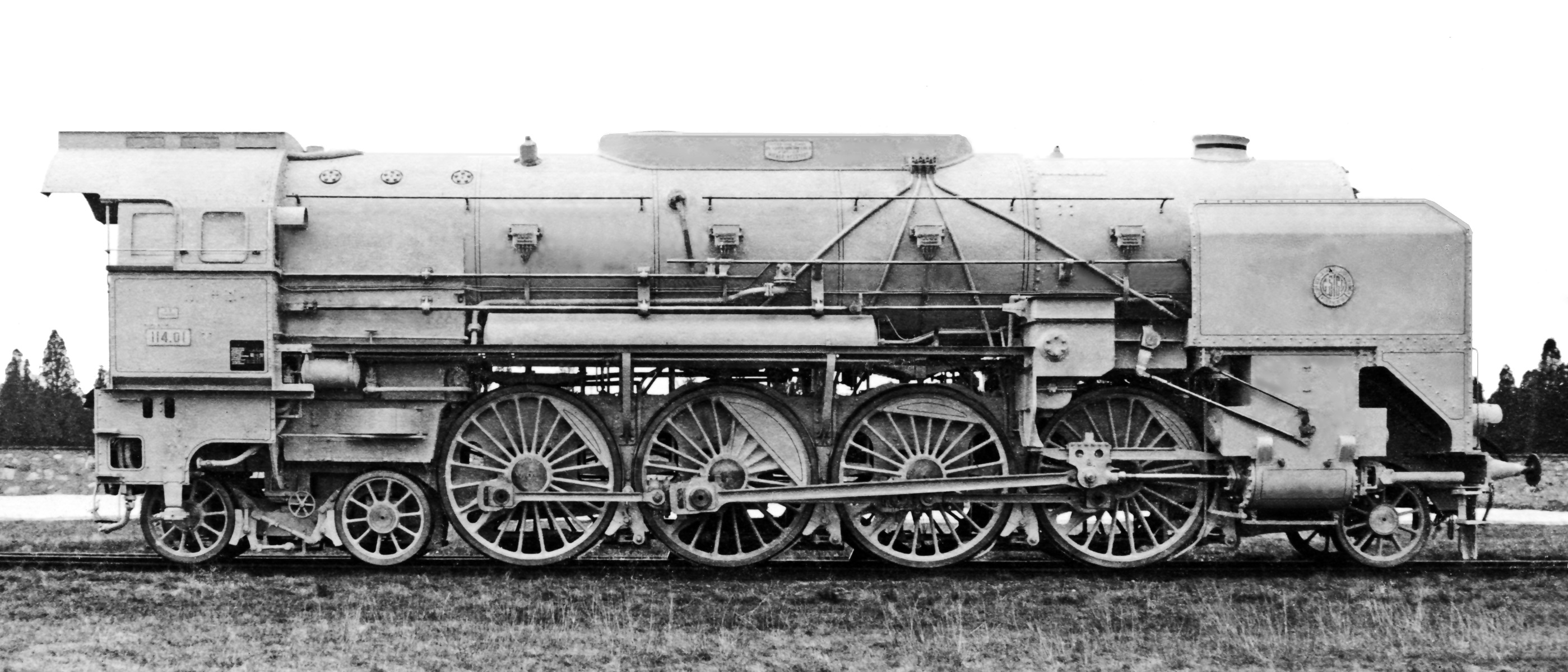
Werkfoto BBÖ 114.01 (1930)

In der Zwischenkriegszeit gerieten die Bundesbahnen durch die Wirtschaftskrise immer mehr in den Sog der Christlichsozialen Partei, der spätere autoritär regierende Bundeskanzler Engelbert Dollfuß war vor seiner Regierung Präsident der BBÖ. Auch der ehemalige Heeresminister Carl Vaugoin wurde, nach Querelen mit der Heimwehr, 1933 zu den Bundesbahnen abgeschoben. Ebenso waren die BBÖ in mehrere Aufsehen erregende Skandale, wie die Strafella-Affäre um ihren Generaldirektor oder die Hirtenberger Waffenaffäre verwickelt.
Auch geriet die Elektrifizierung der Westbahn Ende der 1920er Jahre zunehmend zum Politikum, in dessen Folge auf Druck der christlichsozialen Industriellen und Kohlenbarone die großen, aber letztendlich erfolglosen Schnellzugsloks der Reihe 214 von der Floridsdorfer Lokomotivfabrik gebaut wurden.

#### Ausschaltung des Parlamentes durch Eisenbahner-Streik
Die Bundesbahnen waren 1933 mit einem der folgenschwersten Ereignisse der österreichischen Politik verbunden. Nach einem Eisenbahnerstreik gab es im Nationalrat Streit darüber, welche Auswirkungen der Ausstand auf die Gehälter der Eisenbahner haben sollte. Die zur Diktatur bereite konservative Regierung Dollfuß nützte eine Geschäftsordnungskrise, von ihr als Selbstausschaltung des Parlaments bezeichnet, nach dem 4. März 1933 ohne Parlament zu regieren. Damit war der Weg des Landes in den Ständestaat vorgezeichnet.
Die seit jeher bei den Eisenbahnern dominierende Sozialdemokratische Partei wurde verboten, die mehr oder minder politisch gleichgeschaltete und ins Räderwerk des Austrofaschismus integrierte BBÖ wurde ab Mitte der 1930er Jahre zunehmend von den Nationalsozialisten unterwandert.

## Die Reichsbahnzeit (1938–1945)
Nach dem „Anschluss“ Österreichs durch das Deutsche Reich am 12./13. März 1938 wurden die Bundesbahnen am 18. März 1938 in die Deutsche Reichsbahn eingegliedert.
Die im Deutschen Reich seit Jahren laufende Aufrüstung der Wehrmacht wurde auf die „Ostmark“ (ab 1942: „Donau- und Alpenreichsgaue“) ausgedehnt; mit der Zerschlagung der Rest-Tschechei im März 1939 auch auf die restliche Tschechoslowakei.
Das Bahnnetz Österreichs wurde vor allem militärischen Transportbedürfnissen angepasst: So wurde die Kapazität der Tauernbahn massiv erhöht, die Strecke von Passau nach Wels zur Westbahn zweigleisig ausgebaut.
Ab März 1938 diente die Bahn vielen Österreichern zur Flucht ins Ausland (einige von ihnen haben diese Bahnfahrt in ihren Erinnerungen verarbeitet; siehe Literatur). Ab 1942 wurde die Bahn zur Deportation jüdischer Bürger eingesetzt. Deportationszüge wurden in Wien im Aspangbahnhof und im Nordbahnhof abgefertigt. Unter anderem fuhren sie zum KZ Mauthausen.
Wie im Ersten Weltkrieg wurden im Zweiten Truppen- und Waffentransporte über größere Entfernungen nach Möglichkeit per Bahn durchgeführt.
1944/45 wurden die Bahnanlagen, speziell in Ostösterreich, von den Alliierten bombardiert (vor allem um den Nachschub und Truppenbewegungen des Gegners zu stören bzw. zu unterbinden); viele Gleisanlagen, Brücken, Fahrzeuge und Bahngebäude wurden beschädigt oder zerstört. 
Die ÖBB beleuchtet anlässlich ihres 175-jährigen Jubiläums im Jahr 2012 erstmals ihre Geschichte der Jahre 1938 bis 1945 mit einer Ausstellung.
Dazu schreibt sie unter anderem:

„Die nationalsozialistischen Machthaber versuchten von März 1938 an die Bahnbediensteten an ihr Regime zu binden. Eisenbahnerinnen und Eisenbahner hatten strengere Regeln als Berufsbeamte zu befolgen, mussten „jederzeit rückhaltlos für den nationalsozialistischen Staat eintreten“ und sie wurden flächendeckend einer politischen Untersuchung und Überwachung unterzogen. Dennoch waren sie maßgeblich am Widerstand gegen den Nationalsozialismus beteiligt. So berichtet das Reichssicherheitshauptamt (RSHA) 1941 über den Widerstand bei der Bahn, dass im Vergleich zum „Altreich …… die Ostmark seit Ausbruch des Krieges 1939 in sabotagepolizeilicher Hinsicht eine größere Rolle spielte, da hier die fremdländischen Nachrichtendienste und die inländischen Gegnergruppen es bereits früher verstanden hatten, Sabotageorganisationen aufzubauen, ….“ 154 Bahnbedienstete wurden wegen Ihres Widerstandes zum Tode verurteilt und hingerichtet, 135 starben in Konzentrationslagen oder Zuchthäusern, 1.438 wurden zu KZ- oder Zuchthausstrafen verurteilt.“

## Die Österreichischen Bundesbahnen und andere Bahnen (1945 bis heute)

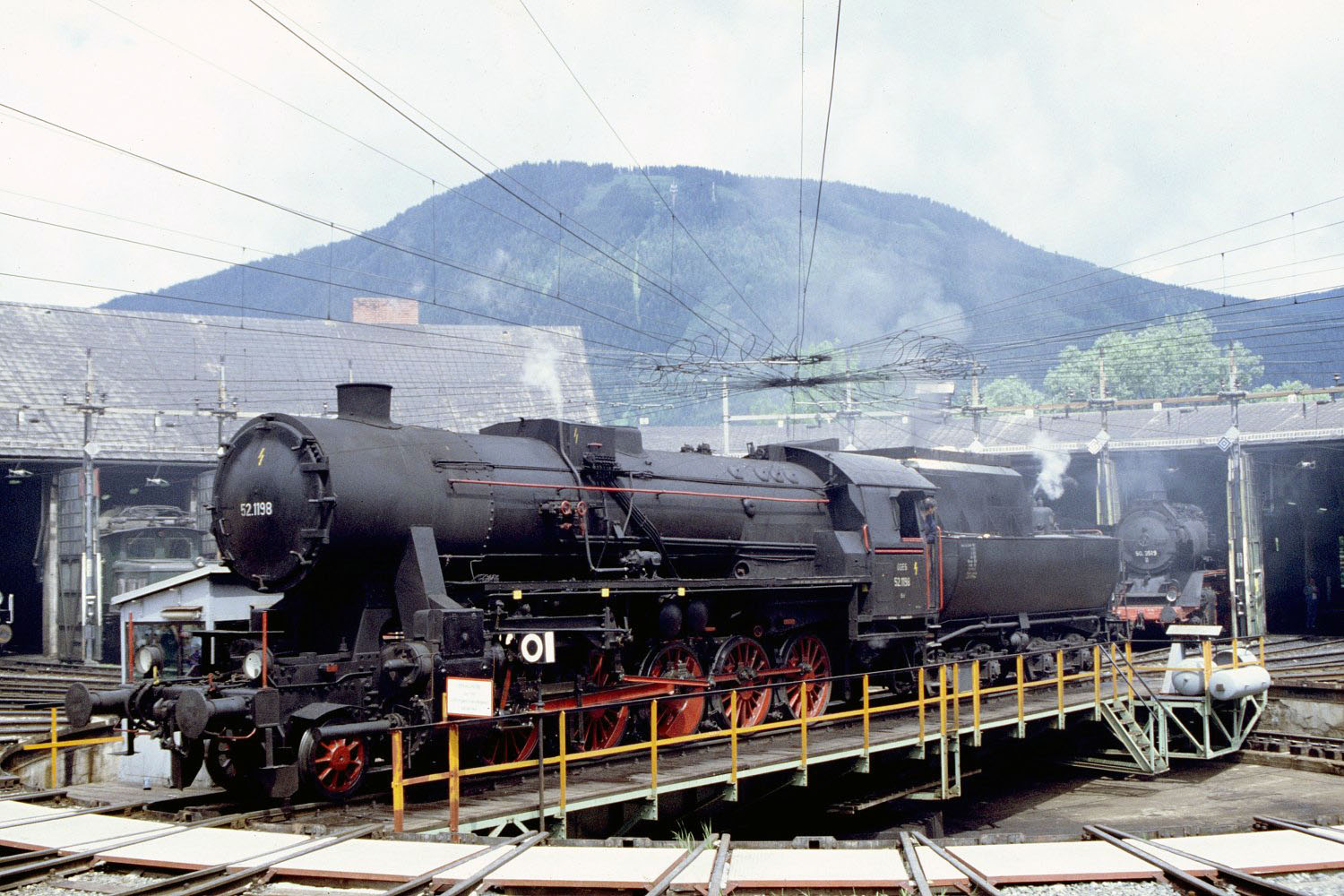
Die Kriegslokomotiven der Reihe 52 waren bis zum Ende der Dampftraktion anzutreffen.

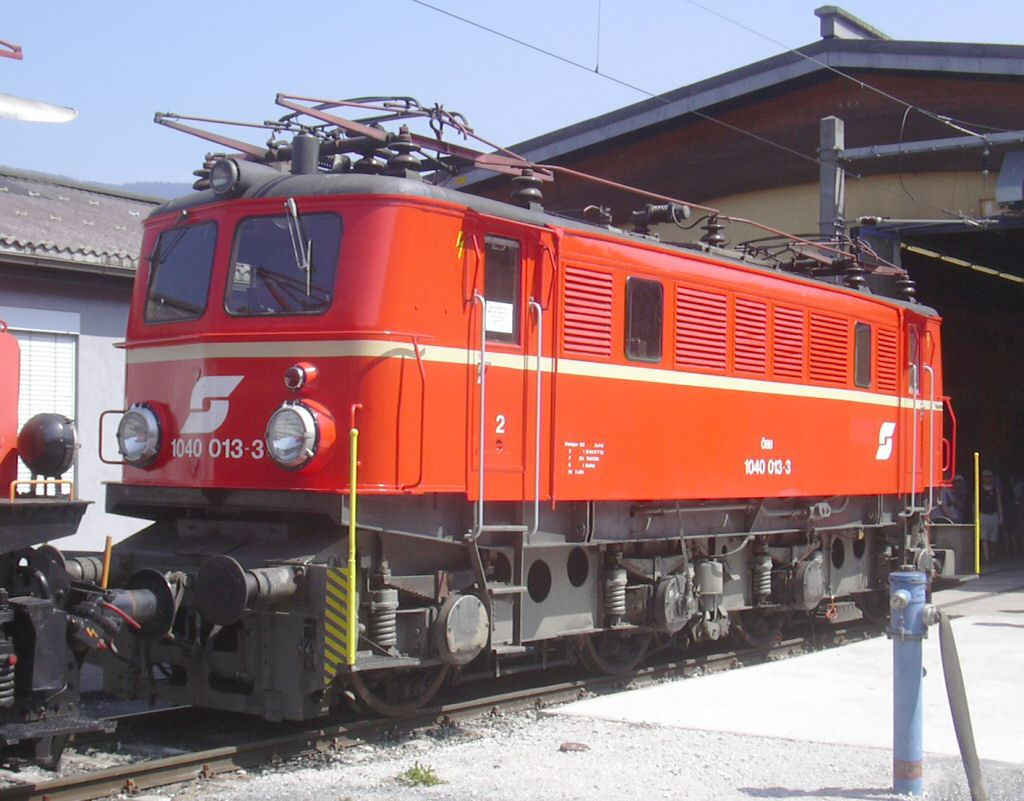
Erste Elektrolok-Konstruktion der Nachkriegszeit: Die Reihe 1040

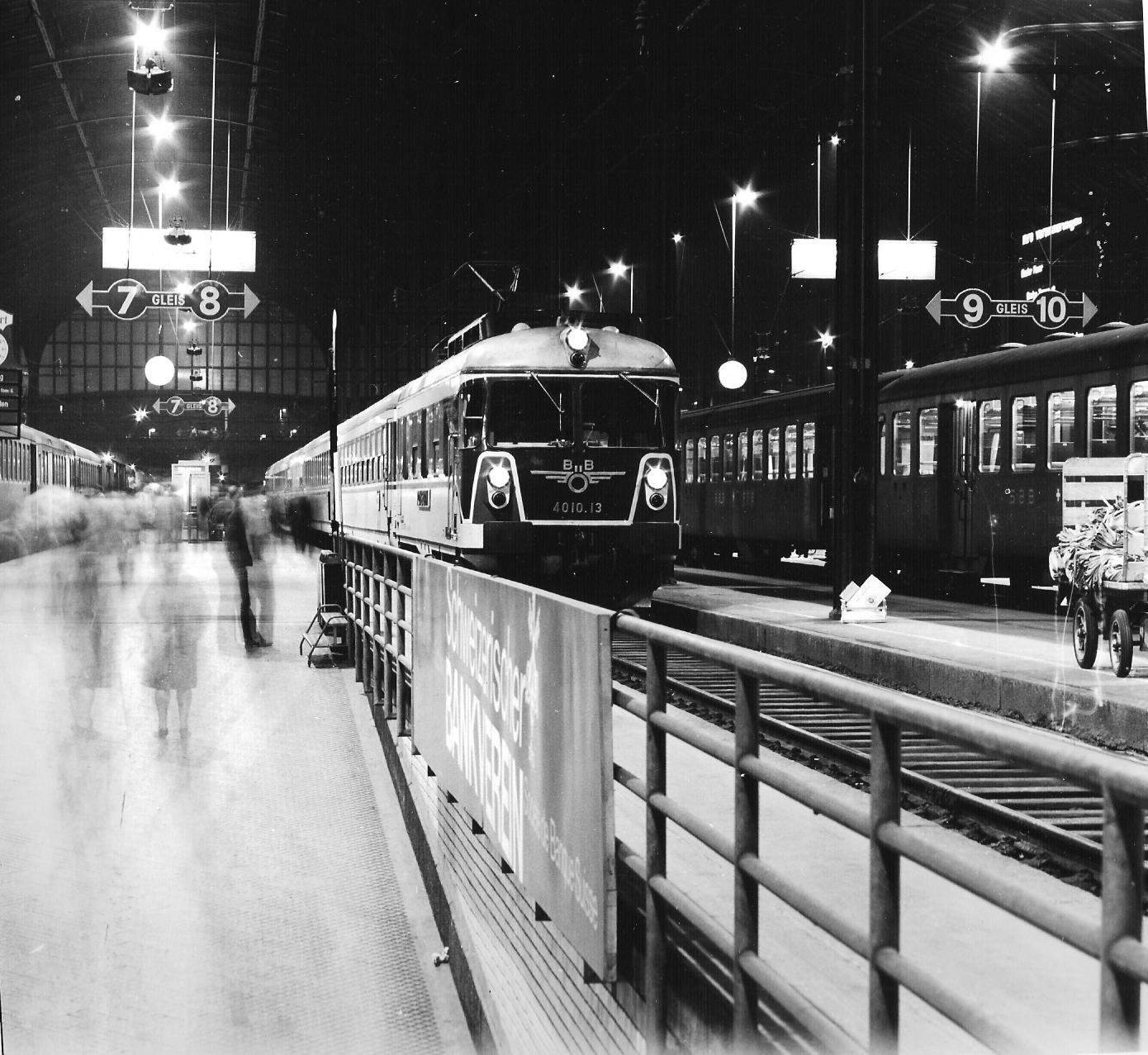
Der „Transalpin“ mit Triebwagen der Reihe 4010 in Basel, 1970

Das aktuelle Bahnnetz in Österreich ist hier dokumentiert:
- Liste von Eisenbahnstrecken in Österreich
- Eisenbahnstrecken der Österreichischen Bundesbahnen

### Nachkriegszeit

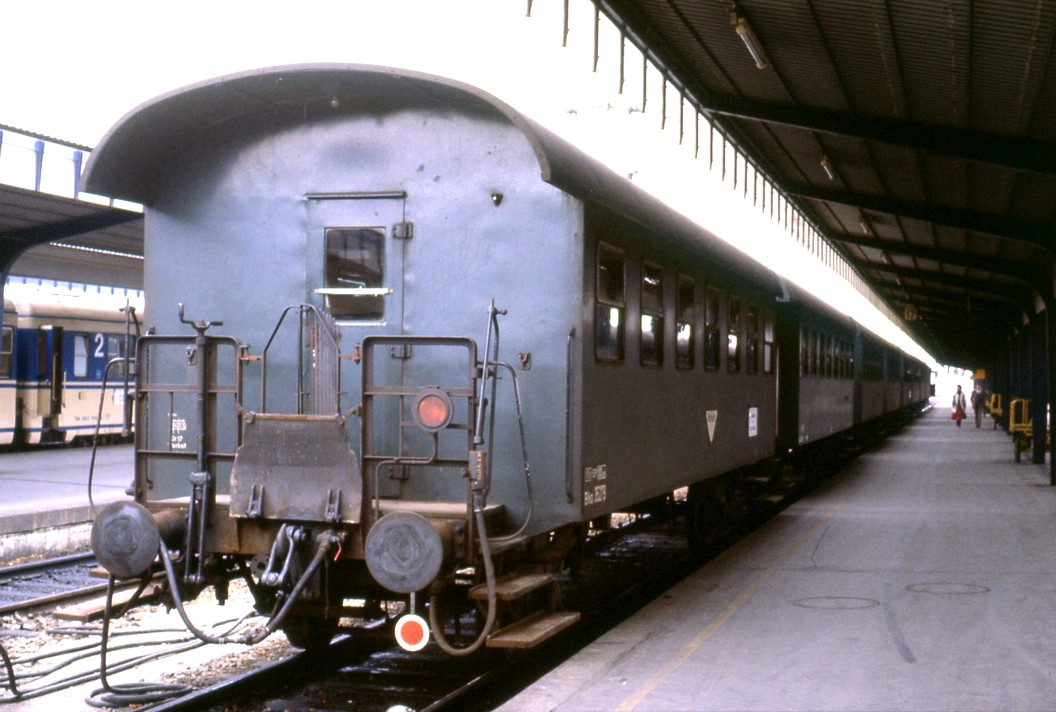
Regionalzug mit zweiachsigen Spantenwagen am Wiener Südbahnhof (1981).

In der unmittelbaren Nachkriegszeit stand in Ostösterreich die Behebung der Kriegsschäden im Vordergrund. Den Wiederaufbauten der Wiener Bahnhöfe wurde dabei besonderer Symbolgehalt zugemessen, zu weiter reichenden strukturellen Veränderungen im Wiener Bahnnetz konnte man sich jedoch nicht durchringen und errichtete sie daher wieder als Kopfbahnhöfe an ursprünglicher Stelle.
Der Fuhrpark war stark dezimiert und noch lange schwer vom Krieg gezeichnet; selbst älteste Fahrzeuge wurden aufs Äußerste beansprucht. 1951 ereignete sich in Langenwang (Steiermark) ein schweres Zugsunglück mit 21 Toten, was auch auf die Zerstörung eines Wagens mit hölzernem Kasten aus 1907 zurückzuführen war. In den Jahren darauf wurden hölzerne Wagenkästen kontinuierlich abgewrackt und auf den Untergestellen Stahlkästen in Einheitsbauweise aufgebaut, diese sogenannten Spantenwagen standen vereinzelt noch bis in die 1990er Jahre im Einsatz.
Vom Westen und Süden des Landes Richtung Wien strebend, wurde die Elektrifizierung der Hauptstrecken abgeschlossen; der größte Schub fand in den 1970er Jahren statt. Parallel dazu verlor die Bahn als Verkehrsmittel ab den 1960er Jahren mit der steigenden Motorisierung an Bedeutung. Nebenstrecken und Lokalbahnen wurden teilweise eingestellt, für die Öffentlichkeit symbolisiert durch die Einstellung der Salzkammergut-Lokalbahn 1957. Die Umstellung von Dampftraktion auf Elektro- und Dieselbetrieb war bis 1976 abgeschlossen, nur auf den Zahnradbahnen und einigen Schmalspurbahnen waren Dampflokomotiven vereinzelt noch länger anzutreffen.

### Am Eisernen Vorhang
In der Zeit des Eisernen Vorhangs veränderten sich die Verkehrsströme nachhaltiger als nach 1918. Es bestanden zwar Handelsbeziehungen zum „Osten“, die vorhandenen Bahnverbindungen waren dazu aber überdimensioniert. Daher wurde über die Staatsgrenze auch auf zweigleisigen Strecken meist nur ein Gleis in Betrieb gehalten. Auf dem Marchegger Ast der Ostbahn von Wien Stadlau bis Marchegg wurde das zweite Gleis auf voller Länge abgetragen. (Es wird derzeit wieder errichtet.) Auf der Pressburger Bahn, einer Lokalbahn am südlichen Donauufer, die die Stadtzentren von Pressburg (Bratislava) und Wien verband, wurde der grenzüberschreitende Verkehr 1945 eingestellt und bis heute nicht wieder aufgenommen. Der Verkehr auf dem nördlichen Ast der Ostbahn vom Grenzbahnhof Laa an der Thaya nach Tschechien wurde seit 1945 nicht wieder betrieben. Auch die Verbindung Fratres–Slavonice (Zlabings) im niederösterreichischen Waldviertel ist seit damals unterbrochen, obwohl nach 1991 die Wiederherstellung mehrmals angestrebt war. Hingegen blieben die grenzüberschreitenden Strecken der Raab-Oedenburg-Ebenfurter Eisenbahn, eines ungarisch-österreichischen Gemeinschaftsunternehmens, immer benützbar, ebenso (ausgenommen die Verbindung Radkersburg–Oberradkersburg) die Bahnen nach Jugoslawien.
Alte Verkehrswege wurden auch umgangen: So verlief der Verkehr Wien–Hamburg nicht mehr via Prag, sondern via Passau. Auch nach Berlin fuhr man von Wien lieber über „Westdeutschland“ statt auf der direkten Strecke über Prag. Anstatt die früher übliche Verbindung Prag–Budweis–Triest durch Österreich zu befahren, wurden die tschechoslowakischen Züge in Richtung Adria nun über Pressburg, Ungarn und Jugoslawien geführt. Die Tauernbahn gewann als Verbindung vor allem für den Gastarbeiterverkehr mit Zügen wie dem Tauern-Express und dem Istanbul-Express zwischen Mitteleuropa und dem Balkan enorm an Bedeutung, nicht zuletzt, da die alte Orient-Express-Route über Bratislava und Budapest mit Visazwang sowie aufwändigen Grenz- und Devisenkontrollen erheblich an Nachfrage einbüßte.
Nach 1989 konnte der Bahnverkehr über die ostösterreichischen Grenzen wieder verstärkt werden. 2009 verkehrten von Wien in die slowakische Hauptstadt Pressburg pro Tag wesentlich mehr Züge als nach Deutschland und in die Schweiz.

### Verkehrspolitik

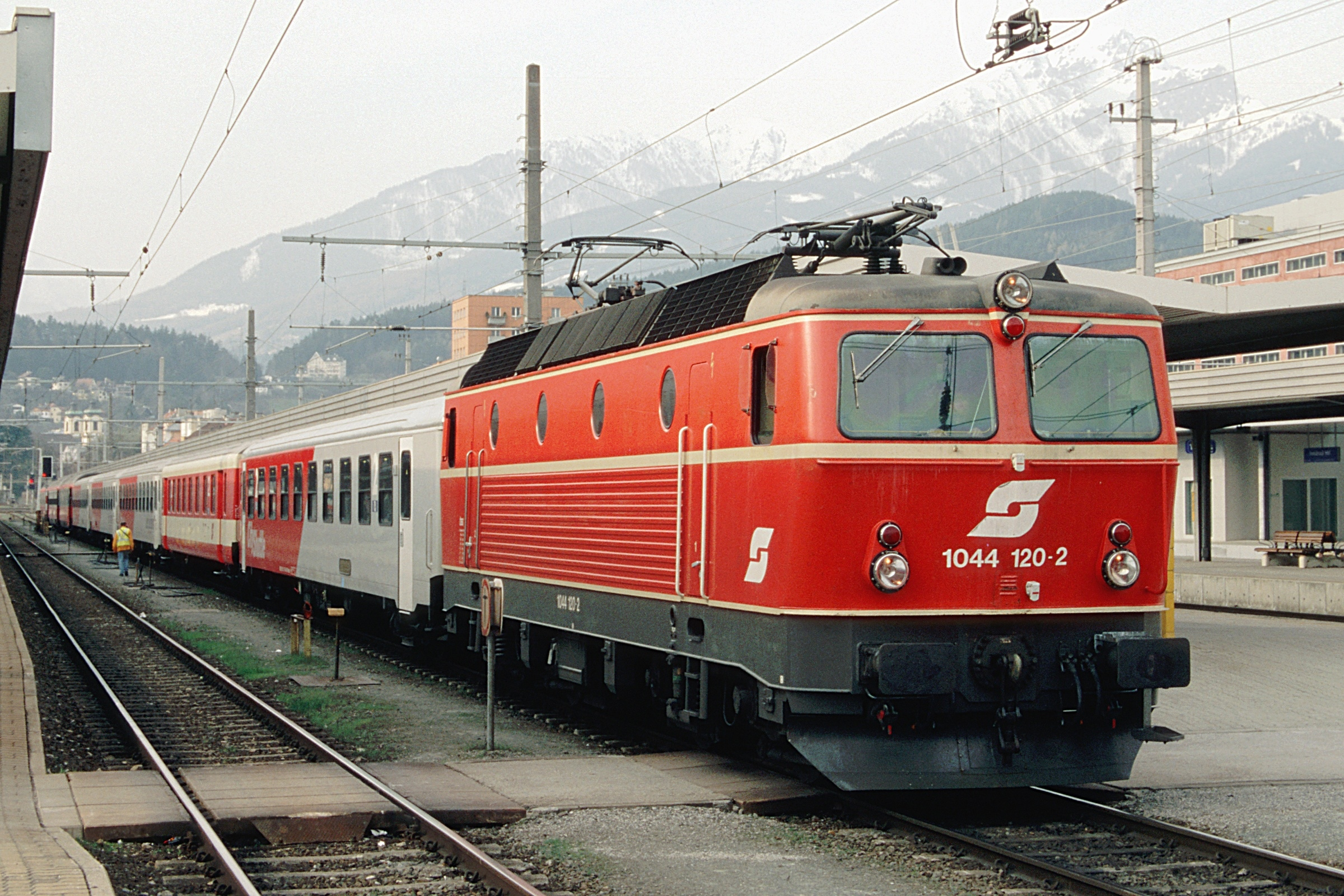
Ab 1976 wurde die mit Thyristortechnik ausgestattete Reihe 1044 in großer Stückzahl gebaut.

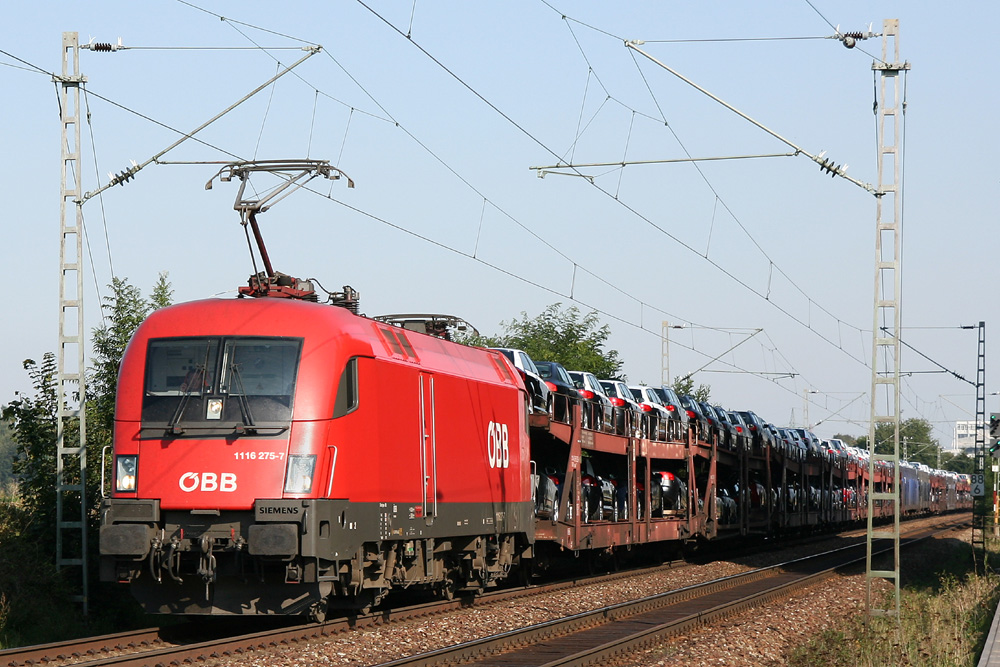
Die Lokomotiven der Taurus-Familie stehen für die Erneuerung des Triebfahrzeugbestandes ab der Wende zum 21. Jahrhundert.

Die Verkehrspolitik des Bundes zum Schienenverkehr war seit 1945 uneinheitlich. Die Bahn wurde und wird als wichtige Bastion der Sozialdemokratie betrachtet. Die Flexibilisierung der als „ÖBB-Privilegien“ kritisierten, für das Bahnpersonal vorteilhaften und für die ÖBB teuren Gehalts- und Pensionsregelungen ist bis heute nicht abgeschlossen. Das Bahndefizit wird aus der Staatskasse finanziert, die Politik nimmt beträchtlichen Einfluss auf die Betriebsführung der ÖBB.
Andererseits unternimmt der Staat im Vergleich zur Schweiz wenig, um die Bahn zu stärken. Der enorm gestiegene Individualverkehr wird als unvermeidlich betrachtet. Dennoch kam es ab ungefähr Mitte der 1990er Jahre zu beträchtlichen Investitionen in Bahnprojekte. Doch diese teuren Ausbauten bedeuten natürlich nicht automatisch eine Verbesserung der allgemeinen Qualität des Eisenbahnverkehrs. Als einzige österreichische Partei plädieren „Die Grünen“ schon seit Jahrzehnten für den Ausbau des öffentlichen Schienenverkehrs.
Die Bundesbahnen selbst sind bestrebt, ihre Effizienz durch Zusammenarbeit mit benachbarten Bahnen (DB, MAV) zu stärken. ÖBB-Strecken werden nunmehr auch von Zügen anderer Bahnunternehmen auf deren eigene Rechnung befahren (Beispiele: Westbahn, Güterzüge der Raab-Oedenburg-Ebenfurter Eisenbahn).

### Zielnetz 2025+
Das Zielnetz ist die langfristige Strategie des Bundes zum Ausbau des Bahnnetzes in Österreich. Das Zielnetz 2025+ wurde Anfang 2012 von der damaligen Bundesregierung beschlossen und wird im Wesentlichen bis 2030 umgesetzt sein.

### Zielnetz 2040
Im Jänner 2024 wurde der Fachentwurf für das Zielnetz 2040 präsentiert. Enthalten sind 67 Projekte in 25 Modulen. Das Bahnnetz soll dann 255 Millionen Zugkilometer im Jahr ermöglichen. Folgende große Maßnahmen sind vorgesehen: Neue Innkreisbahn (zweigleisige Neubaustrecke), Pyhrnbahn (Bau eines neuen Bosrucktunnels), Donauuferbahn (Ausbau zwischen Heiligenstadt und Praterkai), Rheintal (Ausbau der Bahnstrecken im Raum Bregenz).

## Lokalbahnen

1957 eingestellt: Die Salzkammergut-Lokalbahn

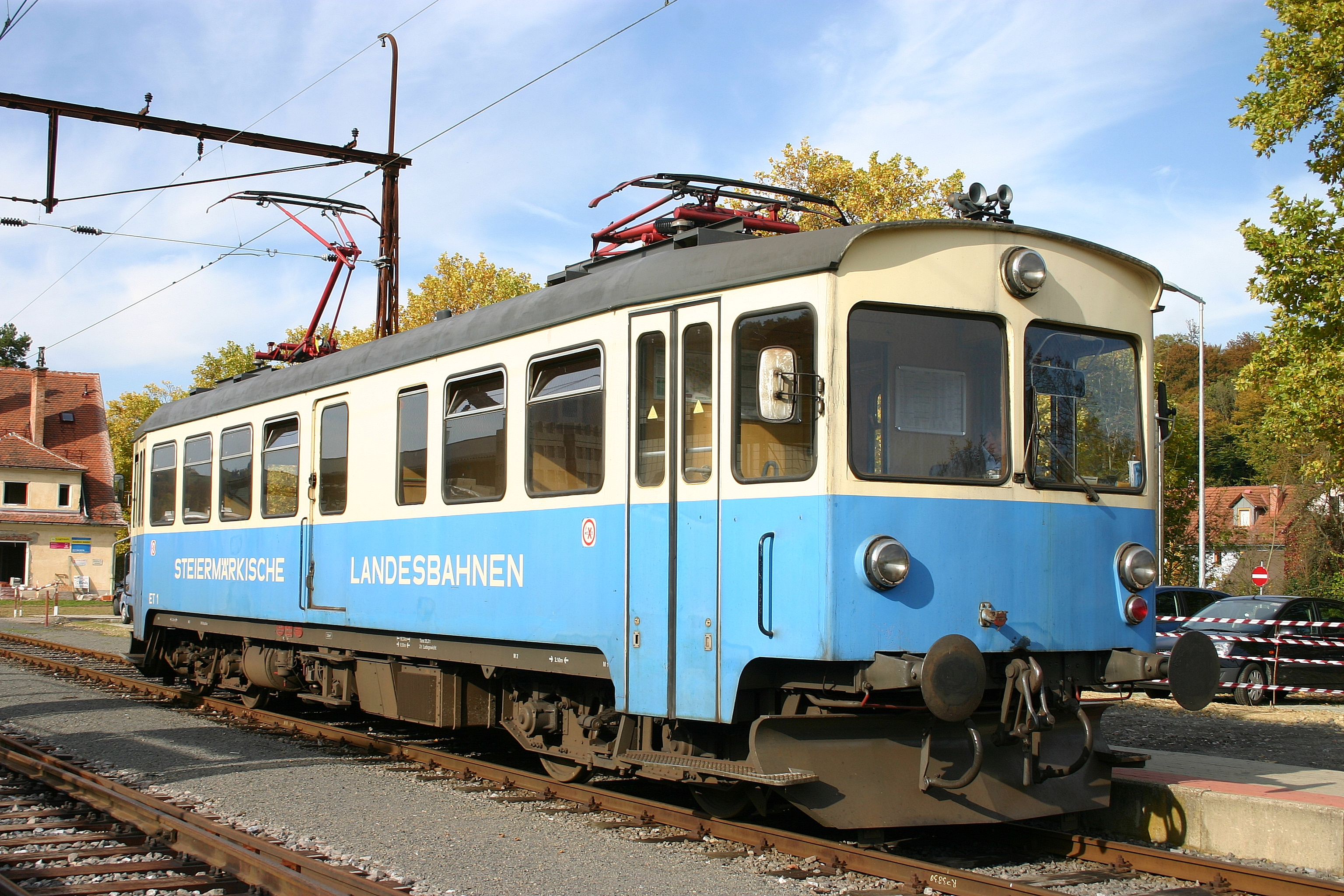
Steiermärkische Landesbahnen, Elektrotriebwagen der Landesbahn Feldbach–Bad Gleichenberg

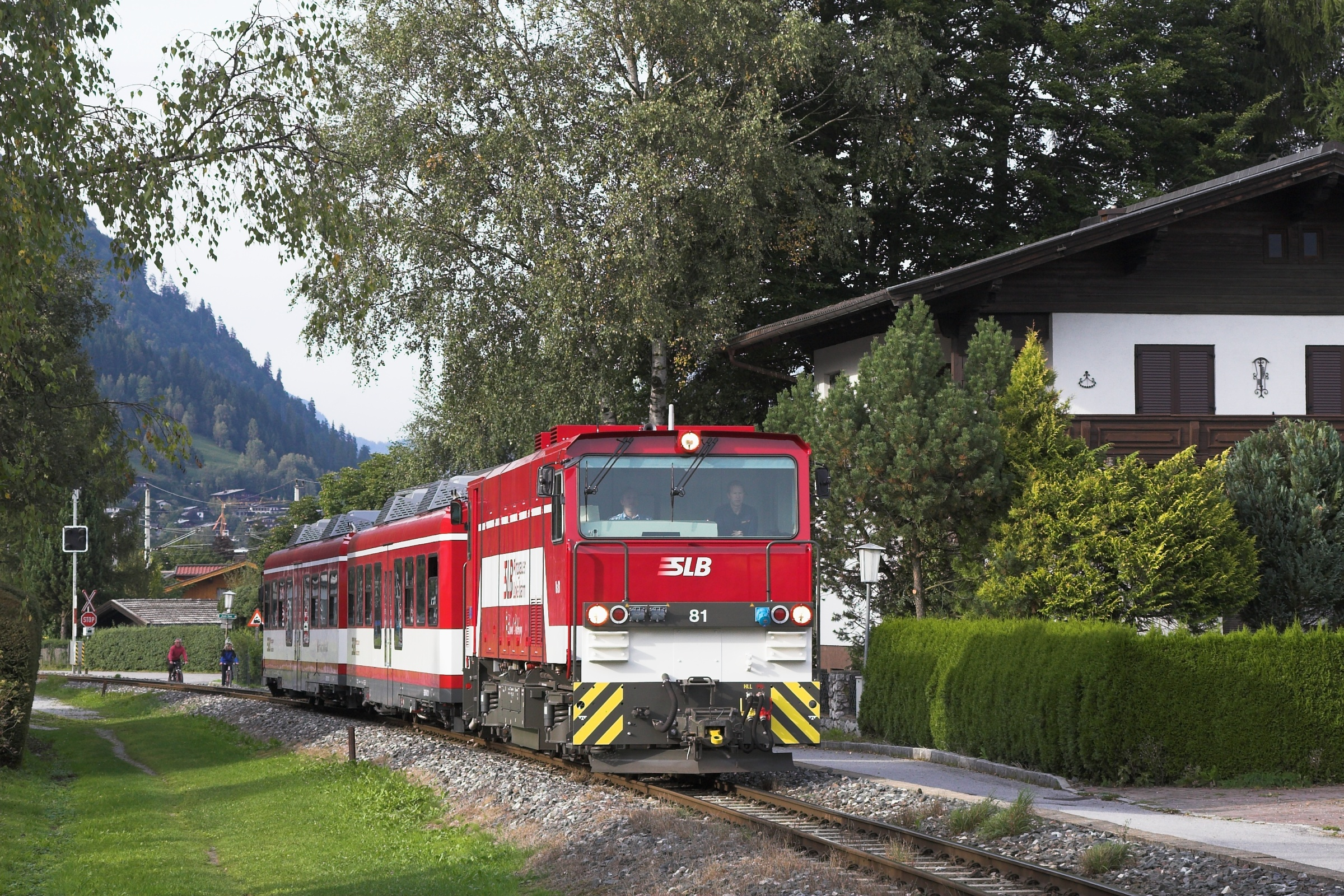
Moderner Betrieb auf der Pinzgauer Lokalbahn, 2008

Als Lokalbahnen versteht man Bahnlinien, die von Hauptstrecken abzweigen und aus wirtschaftlichen Gründen technisch einfacher ausgestattet sind, z. B. mit engeren, daher langsamer zu befahrenden Kurven, oft mit Gleisen in Schmalspur statt Normalspur und zumeist auch nur eingleisig.

### Lokalbahngesetz (1880)
Die schmalspurige Lambach–Gmundener Bahn ist als Vorläuferin späterer Lokalbahnen anzusehen. Sie schließt seit 1860 in Lambach an die Westbahn an, wurde allerdings nicht als Lokalbahn erbaut, sondern stellt einen Überrest des Netzes der „Ersten Eisenbahngesellschaft“ dar. Später wurde sie als Lokalbahn bezeichnet.
Am 25. Mai 1880 beschloss der Reichsrat das ursprünglich befristete Lokalbahngesetz für Cisleithanien. (Die Befristung wurde mehrmals verlängert.) Das Gesetz ermöglichte eine Reihe von Erleichterungen und Vereinfachungen technischer, betrieblicher und administrativer Natur für Bau und Betrieb von Bahnen abseits der Hauptrouten. Es folgten weitere derartige Gesetze. Sollten Lokalbahnen von landeseigenen Gesellschaften betrieben werden, wurden dazu Landesgesetze beschlossen, z. B. in Niederösterreich und in der Steiermark (Niederösterreichische bzw. Steiermärkische Landesbahnen).
Grundsätzlich wurde der Lokalbahnsektor von privatem Kapital gespeist. Die erste Konzession wurde noch 1880 für die Linie Hullein–Kremsier (ca. 6 km) in Mähren vergeben. Der Bahnbau jedoch verzögerte sich. So wurde die 1881 eröffnete Linie Linz–Kremsmünster (ca. 36 km) tatsächlich zur ersten Lokalbahn Österreichs.

### Entwicklungsprobleme
Konflikte und Mangel an Kooperation zwischen privaten Bahngesellschaften verhinderten oft die effektvolle Nutzung der vorhandenen Lokalbahn-Infrastruktur. Beispielsweise wurde die relativ kurze Verbindung Wels–Steyr in Oberösterreich von drei Bahngesellschaften betrieben.
Nur in Böhmen und Mähren, den technisch und wirtschaftlich höchstentwickelten Kronländern der Monarchie, konnte sich das Lokalbahnwesen gut entwickeln. Gesellschaften in Krisenregionen (Alpen, Istrien u. a.) hatten immer Mühe, das Baukapital aufzubringen und den Betrieb zu garantieren.
Die stärkere Verbreitung von Lastkraftwagen und Autobus ab den 1920er Jahren und die allgemeine Automobilisierung ab den 1960er-Jahren führten zur Einstellung von Lokalbahnstrecken. Oft wurde zuerst der Personenverkehr auf Autobusbetrieb umgestellt und später auch der Güterverkehr eingestellt.
Eingestellte Lokalbahnstrecken (unter anderem):
- Völkermarkt-Kühnsdorf–Eisenkappel (Vellachtalbahn, Südkärnten)
- Treibach-Althofen–Klein-Glödnitz (Gurktalbahn, Kärnten)
- Salzkammergut-Lokalbahn (Oberösterreich, Salzburg)
- Weiz–Ratten (Feistritztalbahn, Steiermark)
- Bahnstrecke Bierbaum–Neudau, Burgenland

### Die österreichische Eisenbahn in der Belletristik
- Hermann Bahr, Aphorismus aus: Russische Reise. Pierson, Dresden, Leipzig 1891. Zitiert in: Wolfgang Minaty (Hrsg.): Die Eisenbahn, Gedichte, Prosa, Bilder. Insel Taschenbuch 676, Insel Verlag, Frankfurt am Main 1984, ISBN 3-458-32376-7, S. 107.
- Thomas Bernhard: Ein Kind. Residenz-Verlag, Salzburg 1982. Zitiert in: Wolfgang Minaty (Hrsg.): Die Eisenbahn, Gedichte, Prosa, Bilder. Insel Taschenbuch 676, Insel Verlag, Frankfurt am Main 1984, ISBN 3-458-32376-7, S. 444 f. (Wie leicht sprengt man eine große Eisenbahnbrücke).
- Franz Grillparzer, Epigramm (1839) aus: Sämtliche Werke. Band 1, C. Hanser Verlag, München 1960–1965. Zitiert in: Wolfgang Minaty (Hrsg.): Die Eisenbahn, Gedichte, Prosa, Bilder. Insel Taschenbuch 676, Insel Verlag, Frankfurt am Main 1984, ISBN 3-458-32376-7, S. 54.
- Graham Greene: Orientexpreß. Roman. (Original: Stamboul Train) (c) 1958. Ullstein Taschenbuch 460. Ullstein-Verlag, Berlin 1964, S. 69 ff. (Reise von Ostende nach Istanbul in der Zwischenkriegszeit; Dritter Teil: Wien).
- Fritz von Herzmanovsky-Orlando: Kaiser Joseph und die Bahnwärterstochter. (Theaterstück, 1957). In: Gesammelte Werke. Band 3, Langen Müller Verlag, München 1957–1963. Zitiert in: Wolfgang Minaty (Hrsg.): Die Eisenbahn, Gedichte, Prosa, Bilder. Insel Taschenbuch 676, Insel Verlag, Frankfurt am Main 1984, ISBN 3-458-32376-7, S. 312 f.
- Fritz von Herzmanovsky-Orlando: Maskenspiel der Genien. Roman. Langen Müller Verlag, München, S. 17 („… in der Gegend von Leoben, diesem Gewitterwinkel des europäischen Reiseverkehrs…“).
- Frederic Morton: Ewigkeitsgasse. Roman. (c) 1984. Franz Deuticke, Wien 1996, S. 460 f. (Abreise 1938).
- Robert Musil: Schwerverwundetenzug. (1916). In: Gesammelte Werke. Band 2, Rowohlt, Reinbek bei Hamburg 1978. In: Wolfgang Minaty (Hrsg.): Die Eisenbahn, Gedichte, Prosa, Bilder. Insel Taschenbuch 676, Insel Verlag, Frankfurt am Main 1984, ISBN 3-458-32376-7, S. 181 f.
- Johann Nestroy: Eisenbahnheirathen. (Theaterstück, 1844). In: Gesammelte Werke. Schroll-Verlag, Wien 1948–1949. Zitiert in: Wolfgang Minaty (Hrsg.): Die Eisenbahn, Gedichte, Prosa, Bilder. Insel Taschenbuch 676, Insel Verlag, Frankfurt am Main 1984, ISBN 3-458-32376-7, S. 65 f.
- Josef Roth: Stationschef Fallmerayer (Joseph Roth: Werke. Band 5: Romane und Erzählungen. 1930–1936. S. 456–478: Stationschef Fallmerayer. Novelle. 1933. Mit einem Nachwort des Herausgebers. Büchergilde Gutenberg, Frankfurt am Main 1994, ISBN 3-7632-2988-4)
- Helmut Qualtinger: Der Sliwowitz-Expreß. Die blau-gelbe Gefahr oder Jedem seine S-Bahn. Reigen-Expreß. In: Qualtingers beste Satiren (Hrsg. Brigitte Erbacher), Langen Müller Verlag, Wien 1973, ISBN 3-7844-1535-0, S. 24, 51.
- Carl Zuckmayer: Als wär’s ein Stück von mir. Erinnerungen. (c) 1966. Fischer Taschenbuch Verlag, Frankfurt am Main 1969, ISBN 3-596-21049-6, S. 69 f. (Abreise 1938).

### Die österreichische Eisenbahn in der Populärkultur
- Gerhard Bronner, Helmut Qualtinger: Der Bundesbahn-Blues